# Programmation neuro-linguistique

Techniques variées issues de la Modélisation PNL. Leurs usages coordonnés et intégrés permettent d'explorer le « vécu subjectif », objet de la PNL.

La programmation neuro-linguistique (abrégée « PNL » en français, et « NLP » en anglais) est un outil pseudo-scientifique de médecine alternative de communication verbale et non verbale, de développement personnel et d'accompagnement au changement . Élaborée dans les années 1970 aux États-Unis, à l'origine par John Grinder et Richard Bandler (qui a déposé la marque en 1976), elle est ensuite développée par de nombreux autres contributeurs dont Robert Dilts. Cet outil est soumis à de nombreuses critiques.
La PNL se présente comme l'étude des processus comportementaux acquis, considérés comme une Programmation Neurologique représentée par la Linguistique. S'intéressant exclusivement aux informations émises sans interpréter les causes, la PNL formalise des protocoles permettant l'exploration et l'évolution de ces structures comportementales. En s'intéressant notamment aux représentations mentales et aux automatismes, elle les identifie, les schématise et peut les proposer comme stratégie : très schématiquement, si une personne qui échoue dit se répéter « c'est dur », la « programmation » : « je peux le faire », associée à la réussite chez d'autres, peut être proposée. La PNL vise ainsi à décrire puis à reproduire les comportements efficaces et ses techniques préétablies se fondent sur des présupposés visant à décrire ce qui est associé à l'expérience subjective d'un sujet.
Principe fondamental de la PNL, cette méthode nommée modélisation se décline en une grande variété de techniques élaborées au fil de l'histoire de la discipline. Les premières sont appelées métamodèle ; établies à partir de 1973, elles sont linguistiques. En 1975 s'y ajoutent la modélisation de l'expérience subjective et celle des méthodes expérimentales observés chez d'autres thérapeutes (dont Fritz Perls, Virginia Satir puis Milton Erickson). D'autres modèles suivront dont les sous-modalités en 1976, les méta-programmes en 1979 et la ligne de temps en 1987. Ils seront organisés et coordonnés selon le modèle des niveaux logiques par Robert Dilts en 1985.
Divers domaines d'application de la PNL ont été explorés depuis 1980 : créativité, sport, management, pédagogie et communication. La psychothérapie neuro-linguistique a alors été distinguée par une abréviation spécifique : PNLt. Une PNL de troisième génération, proposé par Dilts en 2006, élargit l'approche aux systèmes dans lesquels sont inclus les personnes et s'intéresse aux groupes sociaux.
L'apprentissage de la PNL est ouvert à tous et sa pratique n'est pas réglementée. Des formations PNL peuvent donc être dispensées hors de tout standard. Mais pour limiter les abus, les associations internationales (IANLP, INLPTA, IN, etc.) et nationales (NLPNL, ANLP, ABNLP, etc.) imposent aux enseignants s'y rattachant qu'ils respectent des cursus précis et qu'ils adhèrent à un code de déontologie et une éthique professionnelle spécifiques à chaque association.
En pratique souvent utilisé avec d'autres disciplines (hypnose, thérapie brèves, etc.), la PNL tend à devenir une psychothérapie intégrative, s'associant aux apports de différentes approches.
Parmi les critiques de la PNL, on trouve les affirmations suivantes :
- elle manque de base scientifique ;
- son efficacité thérapeutique ne dépasse pas celle d'un milieu familial aidant ;
- elle fait référence à ses éléments théoriques délaissés ;
- elle instrumente l'autre et pousse ainsi à des dérives sectaires[12] ;
- elle utilise un langage scientifique, fait preuve de syncrétisme et simplification[12].

## Définition
Richard Bandler définit la PNL comme l'« étude de la structure de l'expérience subjective »,.
Décrite comme une « approche pragmatique dans le domaine de la psychologie appliquée », la PNL consiste entre autres à « modéliser les savoir-faire de gens de talent dans leur domaine pour les transmettre à d'autres qui en auraient besoin ».

### L'étude de la subjectivité
Les intervenants en programmation neuro-linguistique cherchent à établir des liens entre les aspects sensoriels de la pensée du sujet d'une part et les réactions émotionnelles d'autre part. Les deux aspects constituant pour eux la subjectivité humaine. Ils font également des liens entre des séquences sensorielles et certaines performances dans certaines des tâches données. Par exemple, un ascenseur n’est pas dangereux en soi. Les ascenseurs sont empruntés quotidiennement par un grand nombre de gens et les risques d'accidents graves sont extrêmement faibles. Pourtant, certains ont une réaction émotionnelle de peur totalement disproportionnée à leur approche ; les psychologues diagnostiqueront à travers ces réactions une phobie.
Les concepteurs de la PNL ne se sont intéressés ni à la nature des ascenseurs, ni à celle des gens. Ils n’ont pas cherché non plus à découvrir les réseaux neurologiques qui sous-tendent ces réactions. Ils se sont contentés de chercher à explorer comment un sujet se représente dans sa pensée un ascenseur de telle manière qu’il produit de la peur. Les PNListes se sont donc posés la question de ce qui fait la différence au sein des représentations mentales entre les sujets qui sont indifférents à l'ascenseur et l'utilisent sans stress, et les autres. Pour la PNL, changer les particularités de ses représentations sensorielles (par la technique des sous-modalités notamment) peut entraîner une modification au niveau des affects, de la performance ou de la maîtrise de soi.

### Pragmatique et modélisation

#### Méthode pragmatique
La programmation neuro-linguistique est un ensemble coordonné de connaissances et de pratiques fondées sur une démarche centrée davantage sur l'expérience que sur la théorie,, en ce qui concerne la communication et le changement,. Son action s'exerce dans le champ de la psychologie, et plus précisément de la psychologie appliquée. Les auteurs en PNL utilisent le mot « pragmatique », dans ses deux acceptions. La programmation neuro-linguistique peut se résumer comme une approche se fondant sur trois aspects majeurs : la démarche de modélisation, les modèles ainsi construits, mais aussi une certaine « façon de regarder le monde ».

#### La modélisation

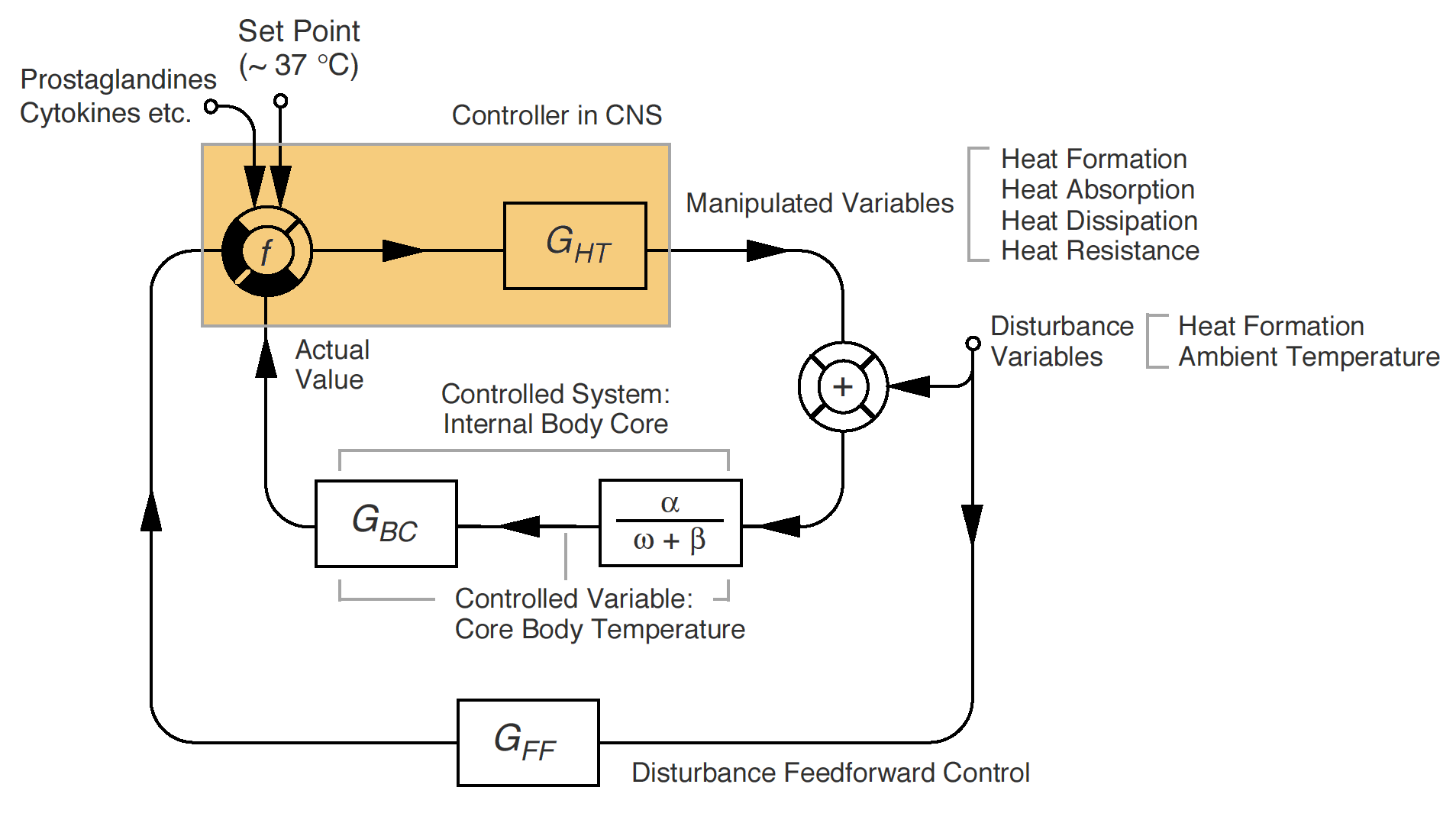
Le principe de modélisation est utilisé avant la PNL en cybernétique pour représenter des systèmes en contexte. Ici la thermorégulation chez les mammifères.

La programmation neuro-linguistique est en premier lieu essentiellement constituée par la « modélisation », c'est-à-dire la création d'un schéma logique, le modèle, qui permet d'extraire le fonctionnement essentiel d'un système observé. Ce principe formalisé dans les années 1950 avec l'émergence de la cybernétique et de la systémique est lié aussi bien à l'apparition de l'informatique que celle de nouvelles thérapies reprises par la PNL, d'où le terme commun de programmation.
La modélisation en PNL — sous-entendu des structures comportementales — s'intéresse à l'origine à décomposer le fonctionnent de personnes de talents : d'abord des thérapeutes puis des inventeurs, des sportifs, des managers, des artistes, des étudiants ou bien encore des informaticiens. Cette modélisation se déroule en plusieurs étapes. Il s'agit dans un premier temps de choisir la compétence à modéliser et de trouver des experts manifestant celle-ci dans certains contextes, ou inversement, de découvrir un expert et vouloir comprendre comment il fonctionne à tel ou tel niveau. Le modélisateur en PNL doit ensuite questionner, observer, rassembler des informations et des descriptions. Il cherche par mimétisme comportemental à reproduire lui-même l'expérience vécue et subjective de l'expert sur le plan du comportement, de la manière de réfléchir, de la sensorialité, de la séquence et même des convictions. La phase suivante permet de repérer des redondances significatives dans leurs manières de s'y prendre et de les comparer par contraste à la manière de s'y prendre de personnes n'ayant pas cette compétence. L'intervenant en PNL doit ensuite tester la pertinence de sa modélisation sur le terrain en reproduisant les éléments significatifs dans le concret. Le modèle doit être affiné en cherchant une formulation la plus simple possible et qui maintienne les qualités modélisées. Le modélisateur peut aussi faire des liens avec d'autres modèles PNL et d'autres théories et en en cherchant les limites notamment. Enfin, il doit construire une procédure pour intégrer et enseigner le modèle. Pour les PNListes, l'emploi du mot « programmation » n'est qu'une métaphore sans prétention scientifique, comme le rappelle Josiane de Saint Paul ; il s'agit selon elle d'une image nécessaire pour pouvoir décrire les séquences cognitivo-comportementales de notre pensée.

#### Les modèles
La programmation neuro-linguistique cherche à modéliser puis imiter les meilleures pratiques, pour communiquer ou changer et s'améliorer, si bien que « la PNL, c'est avant tout apprendre des autres ». De cette analyse et mise en forme de ses explorations sont créés un grand nombre de « modèles », dans différents domaines comme la communication, les psychothérapies, la créativité, la pédagogie, le sport ou le management. Chaque modèle est constitué de deux aspects. D'une part, la PNL cherche à isoler et décrire en quoi un comportement qui réussit diffère d'un comportement habituel. Il s'agit donc d'isoler les éléments nécessaires et suffisants qui expliquent le succès observé et qui permettent de reproduire la compétence observée chez les experts. D'autre part, le modèle tend à matérialiser la procédure pour enseigner et transmettre ce savoir-faire ou savoir-être.

#### Une certaine «façon de regarder le monde et la vie»
Enfin, la programmation neuro-linguistique s'appuie sur « une certaine façon de regarder le monde et la vie », qui repose sur un ensemble de principes, de présupposés, et une éthique matérialisée par un code de déontologie. L'intention finale des intervenants en PNL est d'aider ceux qui le souhaitent à rester actif vis-à-vis de leurs propres objectifs, de retrouver les ressources nécessaires pour les atteindre, de développer sa flexibilité, de retrouver de l'autonomie, de trouver plus de satisfaction dans la vie, d'amener plus de compréhension et de respect mutuel, d'augmenter l'estime de soi et d'apprendre à apprendre.

### Fondements épistémologiques

#### L'étude des automatismes et des représentations
La dénomination de « programmation neuro-linguistique » explique les enjeux et les fondements épistémologiques de cette technique. Ainsi, le mot « Programmation » fait référence à l’ensemble des automatismes (ou d'apprentissage), qu’il s’agisse d’automatismes cognitifs, émotionnels ou comportementaux. Le mot « Neuro » fait référence aux neurones, au système nerveux central et au système nerveux périphérique qui établissent des corrélations, utiles ou nuisibles, entre les perceptions et les émotions, et qui conditionnent les réactions. Enfin, le mot « Linguistique » explique l'importance de la dimension du langage dans cette technique. Le langage est en effet compris dans ce cadre comme le véhicule de la culture et informe sur les représentations mentales du sujet.

#### Une pratique intégrée et rapport à la science
La programmation neuro-linguistique a parfois été, dans ses débuts surtout, perçue comme un ensemble syncrétique, technique et sans réflexion critique, de plusieurs théories et approches. À la suite de l'arrivée du modèle organisateur des niveaux logiques, d'autres observateurs l'ont perçue comme un éclectisme ou un usage raisonné en fonction des besoins du patient. Aujourd'hui, l'universitaire en Psychologie et Sciences de l'Éducation, également PNListe Monique Esser la présente plutôt comme une intégration d'autres théories et de modèles provenant de champs divers, et qui cherche à en identifier les points de jonction, les complémentarités, voire les contradictions épistémologiques,.
Richard Bandler et John Grinder expliquent : « nous ne sommes pas des psychologues, nous ne sommes pas non plus des théologiens ou des théoriciens. Nous n’avons pas d’idée à propos de la nature « réelle » des choses, et cela ne nous intéresse pas particulièrement ». Ainsi, ses fondateurs ne considèrent pas la programmation neuro-linguistique comme une science. Cependant ils utilisent un langage technique (un jargon) et font référence à des connaissances scientifiques pour justifier les démarches qu'ils ont construites. Aussi la PNL est critiquée pour son ambition de prétendre au statut scientifique, elle est classée comme une pseudo-science.
L’objectif de la PNL est en effet de synthétiser un grand nombre de modèles et de théories psychothérapeutiques. Comme le rappelle Robert Dilts, pour le Webster’s Dictionnary, une « science » est « toute branche ou département d’une connaissance systématisée considérée comme un champ distinct d’investigation ou objet de recherche ; comme, la science de l’astronomie, de la chimie, ou de l’esprit ». En considérant cette définition, la programmation neuro-linguistique pourrait être considérée comme la « science de l’expérience subjective et de l’expérience sensorielle » ; Robert Dilts et Judith Delozier précisent qu'« il y a un lien entre la PNL et d’autres courants de la psychologie, car la PNL se dessine à partir de la neurologie, de la linguistique et des sciences cognitives. »

## Histoire
Les intervenants en programmation neuro-linguistique voient trois périodes dans l'évolution de leur théorie.
La première est essentiellement centrée sur la psychothérapie, par les modélisations opérées chez des thérapeutes provenant de disciplines diverses. Au vu de l’importance que ces derniers ont accordé au changement, cette première période a été définie comme « l'exploration et la transformation du vécu de l’expérience subjective ».
La seconde période de l'histoire de la PNL se caractérise par l'introduction du modèle des niveaux logiques de Robert Dilts dans le but de permettre une analyse plus globale des contextes problématiques.
Une troisième période, enfin, à peine amorcée, correspond à une réflexion sur le sens général de la programmation neuro-linguistique, sur ses applications et sur les changements au sein des groupes sociaux.

### Les sources
La PNL croise deux approches des systèmes d'informations : la cybernétique d'une part, que l'on retrouve dans la notion de « programmation » et l'approche linguistique d'autre part.

#### Cybernétique et psychologie émergente
La PNL est forgée sur divers courants d'approche holistique des années 1950 abordants les systèmes en contexte et dans leur complexité : La gestalt-thérapie au départ mais aussi les courants issue des conférences Macy dont les thérapies brèves (thérapie systémique, familiales) et l'école Palo Alto. La cybernétique formalise les concepts de cette approche avec des outils comme le feedback très utilisé en PNL, et de boite noire qui consiste à étudier ce qui est émis sans présumer des causes, autre base de la PNL. Cette parenté est renforcée au travers d'échanges avec l'anthropologue Gregory Bateson, le groupe interdisciplinaire issu des conférences Macy dont Milton Erickson, et le « Projet Bateson ». Gregory Bateson explique ainsi l'avancée permise par la PNL, dans une préface du premier livre de Grinder et Bandler : « John Grinder et Richard Bandler ont réalisé quelque chose de similaire à ce que mes collègues et moi-même avons tenté de faire il y a 15 ans… Ils avaient des outils que nous n’avions pas ou que nous n’avons pas vu comment utiliser. Ils ont réussi à faire de la linguistique, une base pour la théorie et, en même temps un outil pour la thérapie. Cela leur donne un double contrôle sur les phénomènes psychiatriques et ils ont fait quelque chose que nous avons été stupides de rater. »

#### Grammaire transformationnelle et sémantique générale
Un des présupposés de la PNL renvoie à sémantique générale d'Alfred Korzybski, et les aspects linguistiques du premier modèle (méta-modèle) utilisent les travaux antérieurs de Grinder sur la grammaire générative et transformationnelle de Noam Chomsky,. John Grinder explique ainsi l'importance de l'approche linguistique au sein de la programmation neuro-linguistique : « Nous avons constaté que la grammaire transformationnelle avait eu l'influence la plus pénétrante sur la PNL ».

### Les débuts: de Richard Bandler à John Grinder

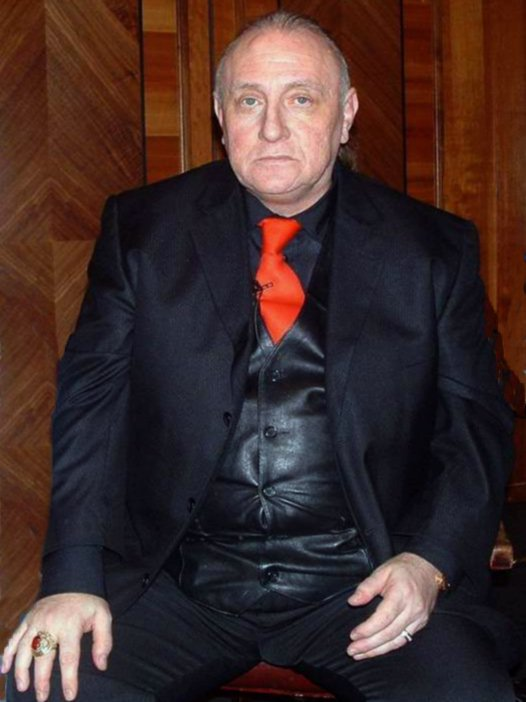
Richard Bandler en 2009.

Le premier modèle naît ainsi en 1973 à l'université de Californie à Santa Cruz de l'interaction entre deux diplômés en psychologie niveau BA, Richard Bandler, toujours étudiant (jusqu'au niveau MA en 1975) et John Grinder professeur de linguistique de l'université.
Richard Bandler, passionné de mathématiques, d'informatique et de psychothérapie, travaille depuis l'âge de 15 ans auprès de Robert Spitzer, psychiatre et éditeur spécialisé dans les psychothérapies nouvelles. Ce dernier lui demande de faire un livre sur Fritz Perls, le fondateur de la gestalt-thérapie. Bandler commence à imiter Perls par jeu, en tire les premiers modèles et organise des groupes de gestalt-thérapie. Mais comme il manque de clarté pour expliquer ce qu'il fait, il demande à John Grinder — rencontré en 1972 dans le cadre d'activités universitaires — de l'aider à modéliser sa pratique en gestalt, ce qu'il accepte,,. En 1975, s'ajoute à cette toute première modélisation celle de la pratique de Virginia Satir, pionnière de la thérapie familiale, et ils publient le « méta-modèle ».
Gregory Bateson présente par la suite Bandler et Grinder au psychiatre Milton Erickson, fondateur de l’hypnose ericksonienne et considéré comme le père des thérapies brèves. De leur rencontre naît le second modèle en PNL, dit « modèle de Milton »,. Ils publient également en 1975 un second ouvrage, intitulé Patterns of the Hypnotic Techniques of Milton H. Erickson Volume I (1975), suivi en 1977 par Patterns of the Hypnotic Techniques of Milton H. Erickson Volume II. Les deux volumes constituent la base théorique du modèle de Milton, destiné à permettre une investigation, par l'utilisation des imprécisions du langage, du niveau inconscient et somatique, plutôt que cognitif, et ce afin de résoudre des difficultés souvent de nature clinique. La précision est apportée par celui qui écoute et non pas par celui qui dit. L'influence de Milton Erickson sur les développements de la programmation neuro-linguistique est réelle et ce dernier reconnaît l'intérêt de la démarche de Bandler et Grinder dans le domaine de l'investigation des savoir-faire des autres : « Bien que ce livre de Richard Bandler et John Grinder soit loin d'être une description complète de ma méthodologie, c'est une bien meilleure explication de la manière dont je travaille que celle que je pourrais moi-même fournir. Je sais ce que je fais, expliquer comment je le fais est beaucoup trop difficile pour moi ».

### «L'exploration du vécu subjectif»
En 1976, Grinder et Bandler choisissent le nom de « programmation neuro-linguistique » pour désigner leur démarche. Cette dénomination correspond à une volonté de sortir de l'approche linguistique exclusive, en intégrant ce qu'elle nomme « l'exploration du vécu subjectif », c'est-à-dire les états internes et la perception sensorielle du sujet. Les créateurs de la PNL cherchent alors à codifier ce vécu subjectif.
L'importance de l'exploration des représentations sensorielles dans l'interaction (aspects verbaux et non verbaux) et du fonctionnement psychique de l'individu (signification des accès oculaires et des synesthésies) survient après l'écriture de The Structure of Magic vol. II. En 1977, Robert Dilts décrit les stratégies dans un article intitulé « EEG and Representationnal system » et aborde la manière dont une personne utilise pour se représenter son expérience, c'est-à-dire ce qui est présent dans son esprit et dans son corps pour être dans tel état émotionnel ou pour manifester telle compétence. En 1978, Leslie Cameron-Bandler publie la première articulation de tous les aspects verbaux et non verbaux de ses systèmes de représentation. Une autre synthèse est publiée par Dilts, Grinder, Bandler et Delozier dans Neuro-Linguistic Programming - NLP Volume I en 1980.
En 1977, Grinder quitte l'université. Dès lors, les praticiens explorent d'autres disciplines, en conservant les postulats de la programmation neuro-linguistique. Ils développent des applications ou des réflexions dans des domaines aussi divers que la communication, la vente, le management, la créativité, le développement personnel, la pédagogie scolaire ou les relations de couple. En 1979, la première formation certifiante est organisée par Steve et Connirae Andreas et Leslie Cameron. Des techniques de marketing sont utilisées pour la vendre.
Monique Esser rappelle que quatre des cinq premiers livres de Bandler et Grinder sont fondés sur des connaissances scientifiques et sur une épistémologie rigoureuse. Mais, par solution de facilité et par intérêt commercial, les deux auteurs ne font pas de citations dans leurs textes et s'expriment plus par des opinions que par des connaissances, tout en citant toutefois de nombreuses références scientifiques et épistémologiques dans leurs premiers livres. Les références faites à la neuropsychologie sont ainsi constantes. La vidéo (en 1975, la vidéo était une nouvelle technologie de l'enregistrement des comportements) permet une observation répétée et donc plus précise. Elle permet d'observer par conséquent des redondances sur lesquelles les concepteurs font des hypothèses et cherchent à tester la capacité à reproduire ses savoir-faire, par mimétisme, dans la réalité. Par contre, dès la sortie de Grinder de l'université, la majorité des actions se placent dans un cadre commercial où la rigueur scientifique est quelquefois délaissée.

### Robert Dilts et le modèle des champs unifiés

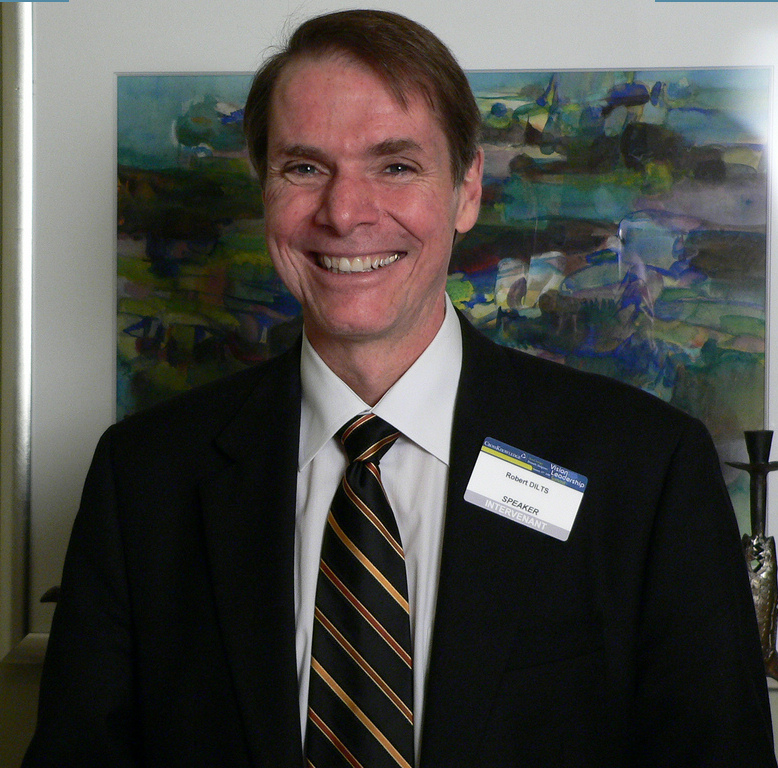
Robert Dilts.

En 1980, Robert Dilts formalise son modèle dit des « champs unifiés », modèle qui s'appuie principalement sur le concept de niveaux logiques formalisé par Gregory Bateson. Ce modèle, utilisé par les PNListes sous la dénomination, plus courante, de « niveaux logiques », va donner une organisation globale à tous les acquis de la PNL selon Monique Esser. Il procure un cadre non seulement à l'analyse d'un problème (comprendre comment différents aspects s'articulent), mais aussi des règles et donc des protocoles pour organiser les différentes actions à mener pour résoudre le problème en profondeur. Ce modèle a permis de classer tous les outils PNL en fonction du niveau où ils interviennent. On parlera plus tard de PNL de deuxième génération.

### Internationalisation
En 1983, a lieu la première formation certifiante en France animée par l'Institut français de programmation neuro-linguistique (IFPNL) et en 1985 en Belgique, coorganisée par l'Institut Ressources et l'Association Brain Generation, suivi en 1988 de la première formation sur les stratégies PNL d'apprentissage.
En 1990, est fondée à Paris la Fédération des associations francophones des certifiés en PNL (« NLPNL »), qui définit des standards de qualité pour l'obtention de certification. En son sein est rédigé un code de déontologie propre aux enseignants en PNL.
En 1996, est créée la Fédération allemande de programmation neuro-linguistique (« DVNLP » pour : Deutscher Verband für Neuro-Linguistisches Programmieren). Avec ces 1 600 membres en 2009, elle devient la plus importante fédération de programmation neuro-linguistique d'Europe. Si la PNL s'est d'abord développée dans les pays anglo-saxons (États-Unis, Canada, Australie, Angleterre…), on la retrouve actuellement dans de nombreux pays et sur tous les continents (Chine, Arabie, Amérique latine, Russie, Autriche ou Afrique).[réf. nécessaire] Aujourd'hui, aux États-Unis, il reste très peu de centres de PNL, il n'y a pas de journaux, pas de magazines et pas d'associations de PNL. Au Japon, la PNL a eu quelques difficultés à gagner en popularité en raison du manque de preuves scientifiques de son efficacité.
En 2001, le Conseil de Psychothérapie du Royaume-Uni a reconnu la psychothérapie neuro-linguistique (PNLt) comme une forme de psychothérapie constructiviste expérimentale. The UK Council for Psychotherapy (UKCP) est un organisme de bienfaisance et une société à engagement limité. Il n'existe actuellement aucune loi au Royaume-Uni concernant la psychothérapie.

### La troisième génération
Si la première génération correspond au début de la programmation neuro-linguistique, à la création de ce qui apparaît par les PNListes comme un ensemble de techniques disparates et qui permettraient d'améliorer les compétences du sujet, la seconde est liée à l'arrivée du modèle des niveaux logiques formalisé par le formateur et consultant américain Robert Dilts ; elle apporte une organisation des techniques les unes par rapport aux autres et développe une vue globale des situations en utilisant différents outils destinés à dépasser ses propres limites.
Cette troisième génération se caractérise par une démarche plus en profondeur, ou davantage collective. C'est une recherche du sens des rôles endossés durant l'expérience et les situations, de leur importance, ainsi qu'une exploration des changements dans des groupes humains. Robert Dilts appelle ce niveau de changement « l'éveil à la conscience par rapport au système », c'est-à-dire la conscience d'appartenir à un tout plus vaste que simplement nous et au sens que chacun donnera à sa vie vis-à-vis de cette appartenance. Cette étape est encore à ses débuts.
Cette troisième génération de la programmation neuro-linguistique repose sur le présupposé qu'un système, une organisation, possède les ressources nécessaires à son changement. Il est par conséquent question de créer un contexte approprié pour que le groupe laisse émerger ce changement. Celui-ci ne doit pas être que dans l'intérêt de certains, mais bien générer des bénéfices à tous ceux impactés par l'organisation (le personnel, les actionnaires, les clients mais aussi les fournisseurs…) Il s'agit d'apporter un véritable bénéfice dans le système, au-delà de celui attendu par l'individu et d'enrichir les autres et le monde au travers de soi.

## Présupposés de la PNL
La programmation neuro-linguistique repose sur un ensemble de présupposés, similaires aux axiomes en mathématiques, et dont les principaux sont explicités au moyen d'une expression imagée. Ils fondent et expliquent la méthode d'analyse et de modélisation notamment. Ils transmettent des valeurs et leurs intégrations comportementales, et font partie des critères de certification comme lors du Training Guidelines Committee de l'International Association for NLP qui propose, à partir de 1991, ces présupposés dans les certifications PNL.
Les outils, modèles ainsi que l’éthique sous-tendant la PNL en découlent. Ces présupposés ne représentent pas la « vérité » et ils se distinguent de ceux élaborés en philosophie. Leurs formulations résultent en effet d'un choix délibéré et pragmatique, prenant place dans une façon de regarder le monde. Ces présupposés ont été progressivement formulés et affinés lors des travaux de développement de la PNL. Ils sont souvent des acceptations venant d'autres approches comme l'approche systémique, la théorie de la communication, la cybernétique ou encore l'approche ericksonienne. Cependant, ces références externes ne sont pas utilisées pour valider les démarches et les résultats mis en œuvre lors des séances de PNL puisque la procédure de modélisation inclut des étapes d'évaluation pragmatique. Les associations faites entre des pratiques PNL et des conclusions venant d'autres théories n'ont pour objectifs qu'une visée didactique ou simplement d'ordre de culture générale.
Selon les intervenants en PNL, le nombre des présupposés de la PNL, ainsi que leur énoncé, varient fortement. La liste ci-dessous, quoique reprenant les plus courants, n’est donc qu’indicative.
- « La carte n'est pas le territoire ». Présupposé issu de la sémantique générale[84] d'Alfred Korzybski, il signifie que ce qu'une personne croit être le monde n'est en réalité que sa représentation personnelle du monde, et non pas la vérité. Ainsi, il existe autant de représentations de cette réalité qu'il existe d'êtres humains, et aucune n'est plus vraie ou réelle qu'une autre. Plus que par la réalité, les choix d'un individu sont limités par ses modèles du monde et les réponses possibles qu'il en connaît. De ce présupposé découlent plusieurs idées, conceptions, attitudes, techniques et actions. Communiquer, c'est rencontrer l’autre dans son modèle du monde : plus la carte du monde de l'autre est différente, plus cela demande d'acceptation et de respect.
- « Derrière chaque comportement, il y a une intention positive ». Tout comportement est animé par une « intention positive »[81], en ce sens que l’inconscient d’une personne la porte à faire le meilleur choix parmi ceux qui lui sont possibles à un moment donné dans un contexte donné. Il est donc impossible de changer ce choix sans s'occuper d’abord de cette intention. Le comportement n’est qu’un symptôme alors que l'intention positive est une cause plus profonde. Ce présupposé ne veut pas dire qu'il faut tout accepter de l'autre. Comprendre, oui, mais pour l'aider à changer ses comportements inadéquats[85]. La « technique de recadrage en six pas » (modélisation des grands thérapeutes du début de la PNL) repose principalement sur ce présupposé.
- « À un moment donné de sa vie, toute personne fait le meilleur choix possible compte tenu du contexte et des ressources dont elle dispose ». Tout comportement, adapté ou non à une situation, a pour but de réagir à celle-ci. Le comportement est le résultat d'un choix considéré par celui qui le fait comme le meilleur possible à un moment donné, compte tenu de ses motivations inconscientes et de ses capacités, en partie dues à ses expériences et à ses connaissances. C’est la variété des choix qui permet d’affronter la complexité d’une situation, et qui permet que, lorsque cela ne marche pas, on puisse changer sa façon de le faire, donc essayer autre chose. Un des objectifs de la PNL est de donner aux individus plus d’options, plus de choix et de les rendre plus flexibles.[réf. souhaitée]
- « Il n'y a pas d'échec mais que du retour d’expérience (feedback), des apprentissages ». L'échec et l'erreur culpabilisent et démotivent. Aussi, un résultat différent de celui souhaité ne doit-il être considéré que comme une information supplémentaire quant à notre façon de faire et ce que nous obtenons par son entremise. Considérer une réponse inattendue en tant que feedback d'un contexte responsabilise et invite à agir. Si ce qui est réalisé ne déclenche pas la réponse recherchée, il faut alors continuer à varier les actions jusqu'à déclencher une réponse désirée. Cette attitude permet d’une part de se donner la permission de commettre des erreurs et d’autre part d’accepter les erreurs de l'autre.[réf. souhaitée]
- « On ne peut pas ne pas communiquer ». Ce présupposé est issu des théories de l'école de Palo Alto[86]. Même lorsque rien n'est dit, l'homme communique[87]. Tout est donc communication, y compris un comportement de refus de communication. Aucun message n'est sans effet, nous ne pouvons pas éviter que nos paroles ou les messages non verbaux que nous émettons aient une influence sur autrui. Dès le moment où l’on en prend conscience, se pose le problème de l’éthique : influencer, certes, mais dans quel but ? Selon quelles normes ?
- « Toute personne a en elle les ressources nécessaires pour accomplir son objectif ». Ce présupposé invite chacun à reprendre du pouvoir sur sa vie. Il considère que les limites d’une personne ne sont que la représentation qu’elle s’en fait, en restant prisonnière d’elle-même, de l'image qu’elle se fait d’elle-même et de l'image d’elle-même qui lui a été donnée. À condition que l’objectif à atteindre soit réaliste et dépende d'elle, toute personne possède déjà toutes les ressources nécessaires (au moins potentiellement) à une action efficace[81]. Le changement sera la conséquence de la libération et du déclenchement des ressources appropriées à un contexte donné, enrichissant de ce fait le modèle du monde de la personne.
- « Le sens de la communication est donné par la réponse qu'on en obtient, quels que soient ses intentions et ses sentiments ». Il ne suffit pas d'avoir de bonnes intentions, il est important d'évaluer comment le message est compris et, le cas échéant, comment le changer pour viser davantage d'efficacité[88]. Il est donc important d’être réceptif à l’impact de ses messages (feed-back) et d’en tenir compte pour ajuster sa communication au modèle du monde de son interlocuteur, nécessité illustrée par une citation du cybernéticien Norbert Wiener : « Je ne comprends ce que j’ai dit que lorsqu’on m’a répondu ».[réf. nécessaire]
- « Le comportement d’une personne n’est pas cette personne ». Il est indispensable de faire une claire séparation entre l’identité d’une personne et ses comportements. Il est plus acceptable de parler du comportement en le dissociant de la personne elle-même, afin que celle-ci ne se sente pas jugée. S’il est relativement facile d’aider une personne à changer son comportement, il est très difficile, voire impossible, de changer sa nature. Lorsqu’un comportement est problématique, le problème réside dans ce comportement et seulement en lui-même, et la personne se doit d’être respectée. Il sera alors plus facile, non pas de supprimer ce comportement (la PNL ne supprime rien) mais de rajouter d’autres choix de comportements.[réf. souhaitée]
- « Le corps et l'esprit font partie du même système cybernétique ». Ce qui se passe dans l'esprit a des répercussions dans le corps, et inversement. Si l’on observe les modifications du non verbal, on peut en déduire des modifications concomitantes au niveau de la pensée[81].
- « Le langage est une représentation secondaire de l'expérience ». Lorsque des mots sont posés sur une expérience vécue, les mots ne sont pas aussi riches ou complets que la représentation mentale qui en a été construite[89]. Si le langage (structure de surface) permet de communiquer sur le vécu et sur les représentations mentales (structure profonde)[90], l'un des objectifs en PNL est de retrouver au travers de cette expression (langage - représentation secondaire) l'expérience primaire, c'est-à-dire la représentation mentale de ce vécu.
- « Plus un système est complexe (ou varié), plus le système qui le pilote doit l'être aussi ». Ce présupposé a été défini par le cybernéticien W. Ross Ashby, sous le nom de Loi de la variété requise. Le degré de complexité est défini par le dénombrement de la quantité de comportements et d’états différents permis par le système ; une illustration est en donnée par le paradoxe du maître et de l'esclave, où on suppose que ce serait finalement l'esclave qui contrôlerait le maître car, ayant appris du maître pendant que celui-ci régressait, il finirait par avoir un degré de complexité comportementale supérieur à celui du maître et donc par le contrôler.Interprétation abusive ?

## Techniques

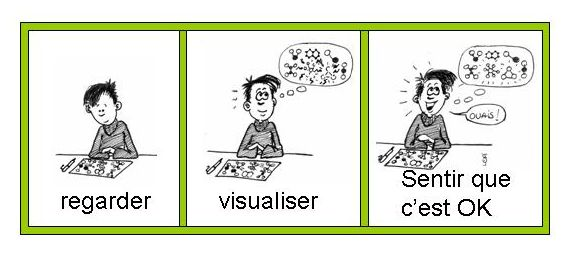
Un exemple de stratégie mentale étudiée par la programmation neuro-linguistique : la stratégie de mémorisation d'une leçon.

Les PNListes ont modélisé de nombreuses techniques de changement. Leurs usages coordonnés donnent à l'intervenant à la fois de la précision et de l'efficacité mais offrent également une grande créativité dans la recherche de solutions. Il existe des modèles linguistiques, ceux servant à l'explicitation et au changement du vécu subjectif, des protocoles observés chez des thérapeutes et des modèles empruntés à la psychologie cognitive

### Linguistique
Les deux premiers modèles en programmation neuro-linguistique sont linguistiques ; il s'agit du méta-modèle et du modèle de Milton.
Le « méta-modèle » est le tout premier modèle créé en PNL. Il sert d’une part à mettre en évidence les mécanismes utilisés par le sujet pour transformer son expérience sensorielle en langage, et d’autre part à enrichir la conception du monde du sujet par le questionnement des figures linguistiques spécifiques et de retrouver ainsi les représentations mentales sensorielles initiales qui ont suscité l'expression verbale. Le méta-modèle comporte un ensemble de douze types de questions en corrélation avec différentes formes linguistiques. Les trois catégories du méta-modèle sont : l’omission, la généralisation, et la distorsion. Trois niveaux d'utilisation de ces questions du méta-modèle peuvent être distingués. Le méta-modèle dit « I » correspond à un usage automatique de questionnement systématique de toutes les violations sémantiques ; il peut être perçu comme inquisitorial mais est souvent utilisé didactiquement en formation. Le « méta-modèle II » invite à orienter le choix des questions dans le but de préciser et de réaliser les objectifs du sujet, alors que l'usage du « méta-modèle III » sert à travailler à changer, en montrant les relations entre les formes verbales, les sous-modalités sensorielles des représentations mentales et les aspects physiologiques (gestes, mimiques, etc.). En modifier un entraînera une adaptation des autres éléments liés dans une logique systémique.
Le « Milton-modèle », modélisé chez Milton Erickson, est un ensemble de formulations verbales qui sont suffisamment floues et imprécises dans le langage pour que le patient puisse y intégrer sa propre expérience qui permet de ne pas interférer avec le vécu du sujet, celui-ci pouvant projeter sa propre réalité. Pour chaque catégorie du méta-modèle (qui cherchait à mettre de la précision dans une explication), le modèle de Milton aura une formulation inverse qui favorise le flou et la généralisation. L'objectif étant de ne pas « heurter » les conceptions de l'autre,.

### Techniques issues des thérapeutes

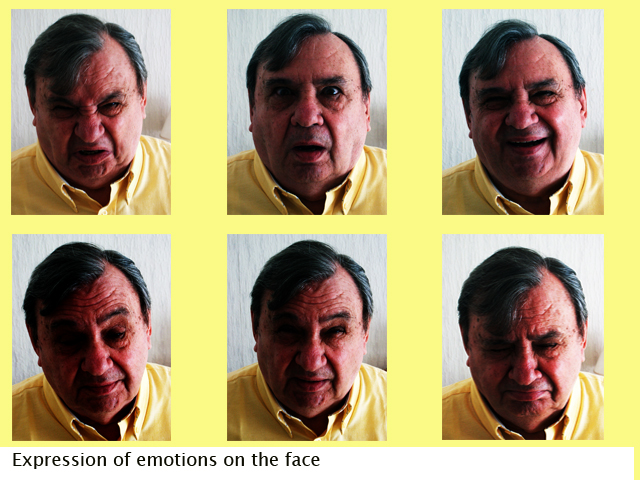
La technique dite de la « calibration » en PNL correspond à l'observation d'un aspect non verbal de l'interlocuteur et d'une mise en corrélation avec son état émotionnel, après confirmation du sujet lui-même. Cela permet ensuite de mieux décoder le sens, propre à ce sujet, de son non verbal et donc de suivre les variations de ses états émotionnels au cours d'une séance de thérapie. En PNL, on ne fait pas d'interprétation du non-verbal. Les mimiques du visage ci-dessus n'ont pas de sens en soi. Encore faut-il demander au sujet ce qu'il ressent. À partir de sa réponse on pourra savoir ce que signifient pour lui ces expressions.

La programmation neuro-linguistique use de techniques modélisées par des thérapeutes et issues, de fait, de différentes démarches en psychologie. D'après Catherine Cudicio la PNL relève de la psychologie appliquée. Ces techniques reposent sur quatre fondamentaux : le recadrage, l'ancrage, la dissociation et la synchronisation.

#### Le recadrage
Le recadrage (Reframing) est issu de la modélisation de Virginia Satir dans sa pratique de la thérapie de couple ; il est une occasion présentée par le thérapeute de « considérer une situation d'un autre point de vue » et par là même de donner un autre sens à l’expérience vécue. Le sens de l’expérience étant changé, les réactions seront modifiées tant du point de vue des pensées que de celui du comportement. Le recadrage peut porter sur le contexte, sur le sens ou sur les processus (ce sont les techniques de changement). Les présupposés peuvent aussi être un bon support de recadrage.
Deux grandes techniques utilisent ce procédé. Le « recadrage en six pas » (Six Step Reframe Technique) d'une part est un protocole pour guider une personne afin qu'elle trouve une alternative plus satisfaisante (une solution) à l'intention positive d'un comportement, d'attitudes ou de convictions. Le processus dit de « négociation des parties » (Parts Negotiation) sert à guider une personne qui hésite entre deux attitudes ou deux comportements apparemment inconciliables, donc lui permet de régler des conflits intra-psychiques, en cherchant toujours l'intention positive de chaque partie.

#### L'ancrage
Le processus dit « d’ancrage », ou de « point d'ancrage » (anchor point) est un processus simple et naturel qui consiste à associer un état interne (émotion, ressenti) à un stimulus externe. Le simple fait de redéclencher le stimulus suffit à faire revenir à l’esprit toute l’expérience et son état interne associé. Les « ancres » peuvent être visuelles, auditives, kinesthésiques, olfactives ou gustatives. Cette technique est fondée sur les expériences du réflexe conditionnel menées par le psychologue russe Ivan Pavlov. L’exemple littéraire le plus célèbre d’ancrage est celui, gustatif, décrit par Marcel Proust dans À la recherche du temps perdu. L’auteur explique comment tous les souvenirs de son enfance reviennent à son esprit alors qu’il déguste une madeleine comme celles qu’il appréciait étant enfant. Bandler et Grinder ont observé l'usage pas forcément conscient de ce mécanisme psychologique chez les grands psychothérapeutes qu'ils ont modélisés. Ils en ont construit des protocoles mobilisant ce mode d’association que notre cerveau connaît pour en faire un processus conscient et très rapide. Plusieurs techniques de la programmation neuro-linguistique utilisent par conséquent ce procédé. Par exemple, la technique dite de la « désactivation d'ancre », est utilisée lorsque le sujet est dans un état émotionnel négatif qui le coupe de ses compétences et ressources. Il s'agit d'identifier un état interne positif qui pourrait contrebalancer et neutraliser le premier. Il faut ensuite créer une ancre positive en prenant un temps pour se remettre dans une situation dans laquelle a été vécue la ressource positive nécessaire et déclencher ainsi un stimulus sensoriel supplémentaire (un contact physique, ou un mot sur un certain ton de voix). Il suffit ensuite de repenser à la situation problème et de redéclencher l'ancre pour que les deux états émotionnels s'annulent. Le protocole du « changement d'histoire de vie » est un mélange de celui du protocole de « recherche transdérivationnelle », et de celui des « désactivations d'ancres ». Utilisant l'ancrage d'une part, pour retrouver dans notre passé toutes les expériences où a été vécu le même état émotionnel, et la désactivation d'ancre d'autre part, pour changer le vécu d'une suite d'expériences négatives, cette technique permet de changer l'impact négatif d'une chaîne de moments vécus, pour s'orienter vers un état futur plus positif.

#### La dissociation
La « dissociation simple » (Dissociation) est une autre technique issue des grands thérapeutes qui se caractérise par l'état dissocié, c'est-à-dire le fait de s'imaginer sur un écran et de se voir en train d'agir. Il s'agit pour le sujet, dans un contexte précis, de se penser comme étant un observateur de soi-même. Son opposé est l'état associé : la personne voit alors à travers son propre regard, comme s'il y était vraiment. La dissociation simple est le passage de l'état associé à l'état dissocié. Elle est un moyen de séparer une personne de son ressenti car la dissociation coupe le canal kinesthésique. La dissociation simple est notamment utile dans le traitement des traumatismes. La technique de la « double dissociation » (Double Dissociation) concerne des personnes souhaitant se défaire d’un ressenti très négatif à propos d’une situation réellement vécue, par exemple une phobie. Elle est issue de l'observation de Milton Erickson. La personne est invitée à se voir en train de se voir revivre son traumatisme comme étant la spectatrice d'une elle-même spectatrice de son propre souvenir. Richard Bandler conduit son patient à imaginer une situation dans un cinéma où il serait l’acteur, le spectateur et le projectionniste, en se plaçant du point de perception du projectionniste.

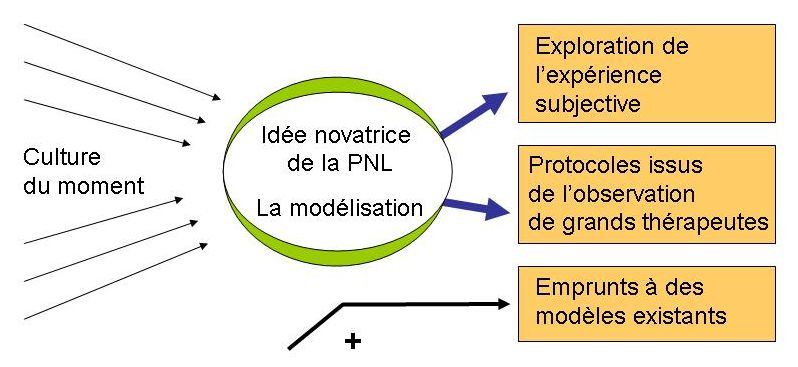
La modélisation ou apprendre de l'expérience de l'autre.

#### La synchronisation
La synchronisation (Synchronisation) est une technique qui peut se manifester à deux niveaux, soit verbal, soit non verbal. C'est la manière qu'un individu adopte pour manifester (ou non, c'est la désynchronisation) son accord, ou une certaine confiance dans la relation ou un certain « sentiment de compréhension mutuelle ». La synchronisation des mouvements, par exemple, consiste à mimer les mouvements et attitudes de l'interlocuteur, qui, ainsi, va ressentir une sympathie et un accord. La danse en couple est l’exemple le plus représentatif de synchronisation des mouvements : rythme, fluidité et gestes se correspondent plus que s’imitent. La synchronisation ne suppose pas une position dominante mais plutôt un échange. C’est un témoignage non verbal de l’acceptation de l’un par l’autre. La synchronisation de la parole est similaire. Cet accord concerne tout autant le débit de la parole, la force de la voix et sa hauteur (plutôt grave ou plutôt aigüe par exemple) que les formules employées. Selon la programmation neuro-linguistique, cette capacité à s’accorder est très naturelle puisque les enfants imitent leurs parents, par exemple.

### Représentations sensorielles et vécu subjectif
Les concepteurs de la programmation neuro-linguistique considèrent que nous nous construisons notre représentation du monde au travers de nos cinq sens et que c'est au travers de ces représentations sensorielles que nous mémorisons nos vécus subjectifs. Ils ont donc cherché à formaliser des techniques d'explicitation pour observer, questionner et faire prendre conscience au sujet de ses représentations mentales, sans les influencer. Monique Esser considère l'explicitation comme une propriété remarquable de la PNL. Lorsqu'un thérapeute a explicité les particularités sensorielles des représentations mentales qui sont la source des problèmes chez un sujet, il peut le guider au travers de différentes techniques pour modifier celles-ci jusqu'à ce que ce dernier se sente mieux. Les intervenants en PNL citent plusieurs techniques issues de cet usage créatif de l'analyse de l'expérience vécue et parmi elles, les fondamentales sont : les canaux sensoriels, les stratégies mentales, les sous-modalités, les swishs et la ligne de temps.
Le modèle dit des « canaux sensoriels » (ou VAKOG, acronyme pour : « Visuel, Auditif, Kinesthésique, Olfactif, Gustatif ») pose que la relation au monde extérieur passe nécessairement par au moins l’un des cinq sens. Chacun fonctionne comme un filtre perceptif lié à la mémorisation. Au fil du temps, chaque sujet favorise un, voire deux, de ces cinq sens. Chaque individu possède un mode de communication privilégié et son expression reflète cet état de fait. Ainsi, dans le modèle VAKOG, le postulat est que ce sont les sens qui mettent en relation le sujet avec l'environnement.
Plusieurs éléments verbaux ou non verbaux seraient pour les concepteurs de la PNL symptomatiques de processus visuels, auditifs ou kinesthésiques : les prédicats (usage de mots typiquement visuels, auditifs ou kinesthésiques), accès oculaires, type de respiration, tonalité et tempo de la voix. Leur observation permettrait d'en déduire l'opération sensorielle réalisée par le sujet. L'usage de ces mêmes éléments orienterait les processus de celui-ci. Ce modèle reposant sur les mouvements des yeux est fortement contesté depuis plusieurs années. Les études récentes ont invalidé cet élément clé de la PNL. Des chercheurs ont également détecté comment chaque mot entendu déclenche une zone différente du cerveau. Il en est également ainsi lors de la manifestation d'une émotion: l'IRM montre aisément l'activation de zones multiples du cerveau et pas d'une seule. L'orientation du regard n'est pas une source fiable d'informations exploitables,,,,,.

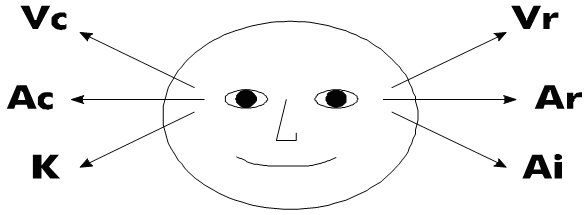
Schéma de la technique de lecture des mouvements oculaires.
* Vc : Visuel construit.
* Vr : Visuel remémoré.
* Ac : Auditif construit.
* Ar : Auditif remémoré.
* K : Kinesthésique.
* Ai : Auditif interne ou Dialogue intérieur.

Selon le modèle présenté par la PNL, pour les accès oculaires, en prenant le point de vue de celui qui fait face à l’interlocuteur, les yeux vont vers le haut quand la pensée est relative à une image (canal visuel). Ils vont vers l'horizontal quand c’est relatif à un son (canal auditif) et enfin vers le bas quand il est relatif à une émotion ou à une sensation corporelle (canal kinesthésie). Ainsi, dans le cas d'un schéma mental classique (80 % des droitiers et 50 % des gauchers), les yeux de l’interlocuteur vont à sa gauche quand il relate un fait passé ; par contre, les yeux de l’interlocuteur vont à sa droite quand il imagine, invente ou se souvient par reconstruction du passé. C’est le cas des personnes peu visuelles à qui on demande un souvenir visuel, qu’elles sont donc obligées de reconstruire à partir d’autres souvenirs. Ce modèle ne peut donc pas servir de détecteur de mensonge,,,,.
Ce modèle dit des « accès oculaires » est toutefois considéré comme simpliste et non scientifique, car ne reposant pas sur des connaissances sérieuses en neurologie. Son usage et son interprétation sont considérés comme abusifs par les détracteurs de la PNL. Toutefois, selon Mark Evan Furman, des liens peuvent être faits entre les connaissances actuelles en neurologie et l'observation empirique de la PNL. Même si la programmation neuro-linguistique souffre encore d'interprétations approximatives en ce qui concerne le comportement de l'appareil visuel, le modèle des accès oculaires est affinable. Néanmoins, avec la version actuelle du modèle des accès oculaires, la PNL peut déjà réaliser des changements importants dans les comportements, ainsi que des changements utiles. Selon la PNL, il n'y a pas de bon et de mauvais canal. Il suffit juste de tenir compte du canal que l'interlocuteur privilégie et de s'y accorder pour améliorer la communication, puis, le cas échéant, de le guider vers un autre canal, pour l'inviter à développer ses autres capacités ou intégrer des stratégies nouvelles.
Selon Alain Thiry, « les « stratégies mentales » sont des séquences de représentations mentales sensorielles organisées comme un tout et dirigées vers un but. Elles peuvent fonctionner automatiquement, et en deçà de la conscience. »
Grâce aux corrélations faites par les concepteurs de la PNL entre les opérations mentales sensorielles et des manifestations verbales et non verbales, ils ont pu par l'observation de celles-ci décoder les séquences d'opérations mentales dans un contexte donné, c'est-à-dire modéliser les stratégies mentales (Mental Strategies Model).
Il faudra tout d'abord inviter la personne modélisée à faire une évocation du moment où elle utilise sa compétence (s'imaginer comme si elle y était). Puis, par l'observation des prédicats et des indices physiologiques, mais aussi par un questionnement précis et de nombreuses reformulations, on peut identifier les étapes mentales qu'utilise la personne pour manifester sa compétence. Pour permettre à une autre personne d'intégrer une stratégie mentale modélisée chez quelqu'un de talent, il suffit de reproduire les prédicats et les indices physiologiques dans la bonne séquence pour guider au travers de la nouvelle stratégie la personne ayant besoin de cette ressource. C'est par la répétition de passer mentalement dans une stratégie précise que celle-ci pourra être intégrée.
Les « sous-modalités » (ou « submodalités », Submodalities en anglais) sont les caractéristiques plus précises de chaque mode sensoriel. Elles représentent le détail de l'encodage sensoriel. L'analyse doit répondre à des questions du type : « Quand je pense à quelque chose, est-ce que je me fais une image petite et sombre ou grande et lumineuse ? », ou « S'il y a du son, est-ce avec du rythme ou plutôt chaotique ? » On peut se représenter les sous-modalités comme un tableau de bord d'une station de télévision, ou comme un palette graphique. Un lien immédiat entre les sous-modalités et les états émotionnels a par ailleurs été observé. Le fait de modifier les particularités de ces représentations mentales permet de changer l'état interne vécu.
Découlant de la technique des sous-modalités, l’outil du Swish Pattern, créé par Richard Bandler en 1985, est un procédé mis au point pour rompre un enchaînement de pensées qui mène à un comportement non désiré. La personne voulant modifier son comportement est invitée à visualiser un élément qui précède l’apparition du comportement, et à basculer sur une image représentant l’état obtenu avec le comportement souhaité. L’effet est renforcé si on peut associer à l’image un son ou une odeur, un sens en général. L’exemple du fumeur qui veut se défaire de son geste est souvent mis en avant. On lui demandera de voir sa main approchant la cigarette de sa bouche avant qu’elle soit allumée, puis de remplacer l’image de cette main par une image construite mentalement qui le représente non fumeur (en bonne santé, ou avec du souffle ou encore sentant la nature, etc.). Comme l'ancrage, c'est une technique de conditionnement.
Le modèle dit de « la ligne du temps », également dérivé de la technique des sous-modalités, a été construit en 1980 par Steve Andreas et Connirae Andreas et a été retravaillé depuis par Tad James et Wyatt Woodsmall. Il permet de faire réaliser au sujet qu'il se représente le temps de manière sensorielle et que les sous-modalités sont un outil efficace pour modifier l'impact de son vécu affectif dans ses expériences passées. Cette technique invite à visualiser la séquence des événements de sa vie sur une ligne de temps (« time line ») imaginée et dont la forme devient un véritable espace projectif. Celui-ci peut être sujet à analyse, pour que la personne y trouve un sens en résonance avec son vécu. Le fait d'inviter le sujet à réaliser un changement métaphorique dans la représentation de cette ligne de temps peut entraîner des effets durables dans sa vie quotidienne.

### Niveaux logiques
Robert Dilts a formalisé de manière pratique le modèle dit des « niveaux logiques » et que la programmation neuro-linguistique a adopté depuis. Celui-ci découle du concept de « niveaux d'apprentissage » issu des travaux de Gregory Bateson. Le modèle de Robert Dilts comporte six niveaux qui sont tous formalisables au moyen de questions :
| Spirituel     | « Qui d'autres ? » | C'est le niveau d'appartenance et qui répond à la question : « À quel monde je me sens appartenir ? » |
| Identité      | « Qui ? »          | C'est le niveau qui identifie une métaphore illustrant l'identité et la mission du sujet              |
| Croyances     | « Pourquoi ? »     | C'est le niveau des croyances et des valeurs, sur soi, sur les autres ou sur la vie.                  |
| Capacités     | « Comment ? »      | C'est le niveau des compétences et de l'organisation.                                                 |
| Comportement  | « Quoi ? »         | C'est le niveau des actions qui sont réalisées ou non.                                                |
| Environnement | « Où et quand ? »  | C'est le niveau du contexte dans lequel le sujet évolue.                                              |

Ce modèle permet de faire, dans une situation donnée, des distinctions entre des informations qui sont à des niveaux logiques différents. Cela sert à ne pas faire de confusion de niveaux logiques, par exemple de ne plus dire « Il ne fait rien donc c'est un fainéant », car ne rien faire est simplement un comportement alors que le qualifier de « fainéant » est un commentaire sur l'identité. Celle-ci n'est pas définie par les comportements dans un contexte donné. Par ailleurs, le fait de s'interroger sur tous les différents niveaux développe une vue plus globale d'un problème. Lorsqu'une situation problématique est analysée, ce modèle invite à cerner le ou les niveaux où se situe le problème. Pour le résoudre, une solution au niveau supérieur est nécessaire car il y a bien une hiérarchie entre ces niveaux. Par exemple, si quelqu'un n'a pas confiance en lui, en sa réussite, le problème se situe au niveau de ses croyances. Ce n'est pas en intervenant au niveau des comportements qu'il réussira. Il peut, d'une manière plus pertinente, se recentrer sur le sens de sa réussite dans sa vie (niveau identité). L'intervention dans ce cas se situerait au niveau supérieur à celui du problème et non inférieur. Les niveaux logiques ont permis également de classer toutes les techniques de changement en fonction du niveau auxquelles elles interviennent et donc de les utiliser à meilleur escient.
Plusieurs techniques sont liées au modèle des niveaux logiques comme : l'alignement qui est destiné à mettre plus de cohérence entre les actions et l'identité, les processus de motivation pour trouver du sens aux objectifs fixés ou au contraire y mettre plus de contraintes, le « moi secure », utilisé pour développer la conscience positive et stable de soi-même, le re-imprinting enfin, pour « réparer » des événements du passé.

### Psychologie cognitive

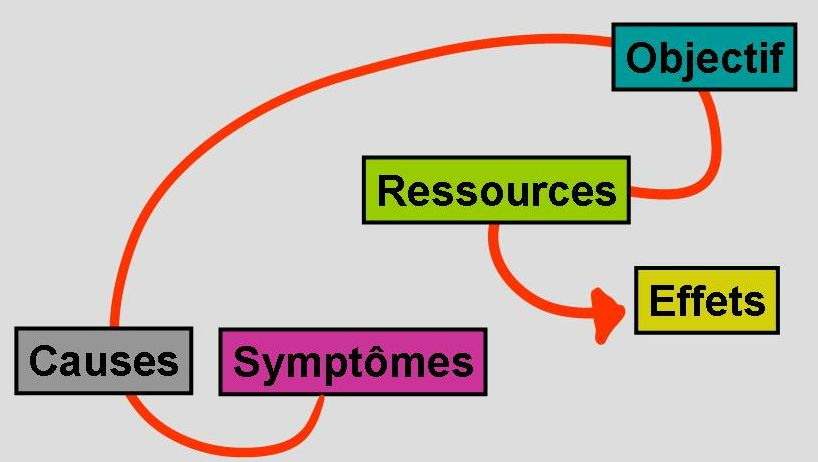
Schéma du modèle « SCORE » employé en PNL.

Plusieurs modèles provenant du champ de la psychologie cognitive ont été adaptés par Robert Dilts à la PNL. Ils sont désignés par des acronymes : SOAR, TOTE et SCORE.
Le modèle « SOAR » — pour « État/Opérateur/Et/Résultat » (de l'anglais State/Operator/And/Result) — est un modèle d'intelligence artificielle qui permet d'apprendre des expériences. À partir d'un état présent, le PNListe évalue le résultat d'une opération destiné à provoquer un changement.
Le modèle « TOTE » — pour « Test/Opération/Test/Sortie » (de l'anglais Test/Operator/Test/Exit) — correspond à une boucle de feedback entre un but et différents moyens pour l'atteindre. Décrit par Georges Miller, Eugène Gallantier et Karl Pribam dans leur livre Plans and the Structure of Behavior publié en 1960, il est très utilisé en PNL lors de la modélisation d'une stratégie mentale et permet de tester l'effet de micro-opérations pour atteindre un objectif.
Le modèle SCORE — pour « Symptôme/Cause/Objectif/Ressources/Effets » (de l'anglais Symptom/Cause/Object/Resources/Effects) — est le modèle qui correspond à un protocole général adopté dans les interventions en PNL. Il permet de repérer d'abord les causes d'un symptôme, de définir un objectif de changement, d'identifier puis intégrer les ressources nécessaires, pour évaluer finalement l'effet, c'est-à-dire l'efficacité de l'intervention.

## Domaines d'application

### Psychothérapie
L'usage en psychothérapie des techniques issues de la modélisation en programmation neuro-linguistique correspond à la Psychothérapie Neuro-Linguistique (PNLt).
Pendant ses premières années, la programmation neuro-linguistique n'a évolué qu'au sein du champ de la psychothérapie,. Un certain nombre de techniques ne peuvent être d'ailleurs employées que dans ce cadre, comme le modèle pour régler les phobies développé par Richard Bandler.
Comme les modèles et techniques (ou « protocoles » dans le jargon de la PNL) reposent sur l'observation de grands thérapeutes appartenant à différentes écoles des sciences humaines, il est difficile de situer la programmation neuro-linguistique au sein des psychothérapies. Les psychothérapeutes PNLt ont une pratique intégrée et coordonnée de techniques issues du comportementalisme, de l'approche systémique, des sciences cognitives, des niveaux logiques, d'une approche psychodynamique… et surtout des techniques issues de l'explicitation des stratégies mentales.
S'il existe une PNLt avec une démarche et des protocoles précis, il y a surtout des PNListes dont la pratique globale peut varier fortement de l'un à l'autre. L'usage de la PNL en psychothérapie peut s'observer de différentes manières. Les psychothérapeutes en PNLt qui se réclament des thérapies brèves, rappelle Monique Esser, limitent a priori leur nombre de séances (de 2 à 3, voire 10), ou dans la durée (6 mois environ). Monique Esser rappelle que ce n'est cependant pas une orientation reconnue en tant que telle, par les associations de PNLt. On trouve aujourd'hui des psychothérapeutes PNLt qui cherchent à s'ouvrir aussi à des conceptions classiques, permettant un travail en profondeur. Ce qui peut prendre plus de temps. Aujourd'hui, les psychothérapeutes PNLt travaillent en collaboration avec d'autres professionnels de la santé mentale.
Au sein même de la PNL, sa dimension thérapeutique est polémique. Claude Marti, Professeur émérite de physique et maître praticien en PNL, considère qu'il est nécessaire de distinguer la scientificité dans la PNL et la scientificité par la PNL. On peut chercher à valider les développements de la PNL (les modèles), mais d'un autre côté on peut distinguer la méthodologie novatrice pour explorer l'expérience subjective. Il pense que celle-ci pourrait servir les chercheurs dans d'autres domaines que la psychothérapie, mais cela nécessiterait qu'ils apprennent la PNL au lieu de simplement l'étudier dans des livres. Ce dernier prône aussi une mise au clair des postulats et de les refonder sur des expérimentations plus solides.
La formation des psychothérapeutes PNL est aujourd'hui mieux formalisée : un cursus de praticien, puis de maître-praticien, une spécialisation pour être psychothérapeute PNL (spécialité organisée seulement par quelques centres PNL), y compris de la supervision, auquel s'ajoute un travail psychologique personnel nécessaire. Ce parcours est souvent complété par des formations supplémentaires en analyse systémique, en hypnose, en EMDR, en analyse transactionnelle, entre autres.
Quatre étapes constitue une psychothérapie PNLt.
La première étape sert à créer une certaine qualité de relation. Pour les intervenants en PNL, le mimétisme verbal et non verbal (synchronisation) va favoriser la confiance que le client accepte de témoigner vis-à-vis du professionnel. Dans la seconde étape, le thérapeute PNLt cherche à cerner le problème et la demande. C'est l'analyse de l'« état présent » et de l'« état désiré ». Le thérapeute PNL va chercher à comprendre la problématique du client en mettant en corrélation symptômes, causes, objectifs. Le modèle des niveaux logiques lui permet de trier les informations relevées. Le fait de rechercher, pour le thérapeute, les informations pour comprendre son client, a déjà une action thérapeutique puisque cela nécessite pour ce dernier de questionner ses liens mentaux, ses associations, généralisations, omissions, objectifs. Le thérapeute doit aussi cerner l'étendue du problème sans se limiter à ce que le client décrivait au début de la thérapie. Dans une troisième étape, l'intervenant en PNLt cherche à mobiliser les ressources du client pour l'aider à changer dans le cadre de ses objectifs. Deux approches sont possibles : changer directement le vécu subjectif (par la stratégie mentale, sous-modalités, etc.) ou utiliser des protocoles issus de l'observation de grands thérapeutes (comme la négociation entre parties, le recadrage en six points, le changement d'histoire de vie entre autres) ou encore une combinaison créative des techniques existantes. La quatrième étape est à mettre en relation avec l'évaluation. Celle-ci est continue. Le thérapeute recherche des informations sur l'amélioration ou non du problème soit par observation, soit par l'étude du discours du client, soit aussi en testant le changement dans la réalité. Une attention particulière est donnée tout au long des entretiens à l'écologie du client, c'est-à-dire à s'assurer qu'il n'y ait pas d'effet négatif aux interventions.

### Communication, management et marketing
Dans le domaine des organisations, plusieurs modèles PNL sont couramment employés : soit par des managers, à la suite de séminaires spécifiques, soit par des coachs ayant une formation plus complète, soit encore par des Maîtres-Praticiens confirmés de la programmation neuro-linguistique, pour ce qui est de la modélisation de personnes de talent au sein même de l'entreprise.

#### Modèles communicationnels existants
Plusieurs modèles dits communicationnels existent. Le Méta-modèle et celui dit des « conditions d'objectif » sont deux modèles qui permettent d'améliorer la communication interpersonnelle. Le fait de questionner les explications et les objectifs de chacun dans une organisation favorise une communication professionnelle plus claire et donc plus efficace,. Les niveaux logiques permettent également d'analyser un problème sous différents aspects et de construire, par là même, une solution qui soit adaptée. Par exemple, si un problème prend ses sources dans le non-respect d'une grande valeur (ce qui correspond au niveau des croyances), créer une réorganisation du travail et des postes (qui serait un changement au niveau des capacités) ne sera qu'une perte d'énergie puisque ce serait une intervention à un niveau plus petit que celui du problème. Proche de celui-ci, le modèle des « styles de leadership » permet aux managers d'évaluer leurs habitudes managériales et de les élargir à d'autres attitudes plus adéquates. Robert Dilts y décrit cinq styles différents en corrélation avec les niveaux logiques. Chacun utilise celui qui lui est le plus approprié mais le modèle permet d'adopter celui auquel l'interlocuteur est sensible et ce afin d'optimiser la communication interpersonnelle.
Le modèle des Méta-programmes permet une évaluation des attitudes de chacun, par exemple le fait d'être proactif ou passif, ou encore orienté vers soi ou vers l'entreprise. Ces critères servent aux procédures de recrutement surtout ainsi qu'aux entretiens d'évaluation dévolus à la fonction ressources humaines. L'idée est de définir les attitudes adéquates dans un poste donné et de chercher pour elle une personne qui adopte très facilement ces attitudes. De plus, la grille des méta-programmes donne un vocabulaire pour permettre un retour d'expérience (feedback dans le jargon PNL) clair et sans animosité. Les stratégies se concentrent sur les capacités ou compétences, par exemple : parler en public, gérer son intimidation devant un supérieur, ou encore construire une compréhension collective. L'intégration de ces stratégies permet au personnel de développer des compétences rapidement alors qu'il s'en croyait incapable. Certains intervenants en programmation neuro-linguistique proposent l'usage de modèles dans le domaine de la vente et du marketing tels : la synchronisation, les accès oculaires, le modèle de Milton par exemple. Monique Esser note que l'usage de ces techniques issues de la psychothérapie PNL pose des questions d'éthique au sein de ces contextes commerciaux.

#### Modélisation de pratiques professionnelles
Dans certaines organisations, des professionnels possèdent des compétences spécifiques et personnelles, difficiles à communiquer ou à reproduire. Par exemple un spécialiste de l'informatique ou un spécialiste du marketing possèdent des compétences et un savoir-faire difficilement transférable à d'autres personnels de l'entreprise. La PNL permet de modéliser les compétences de ces personnes, de manière qu'elles puissent ensuite être enseignées à d'autres dans l'entreprise. S'il est probable qu'ils ne seront pas aussi performants que le premier, les apprenants pourront néanmoins tous s'améliorer considérablement. Bien souvent, la modélisation ne se limite pas aux savoir-faire, mais doit s'étendre aux savoir nécessaires (repères cognitifs) ainsi qu'aux savoir-être, comme les conceptions sur soi, sur les autres et sur le travail.

### Pédagogie

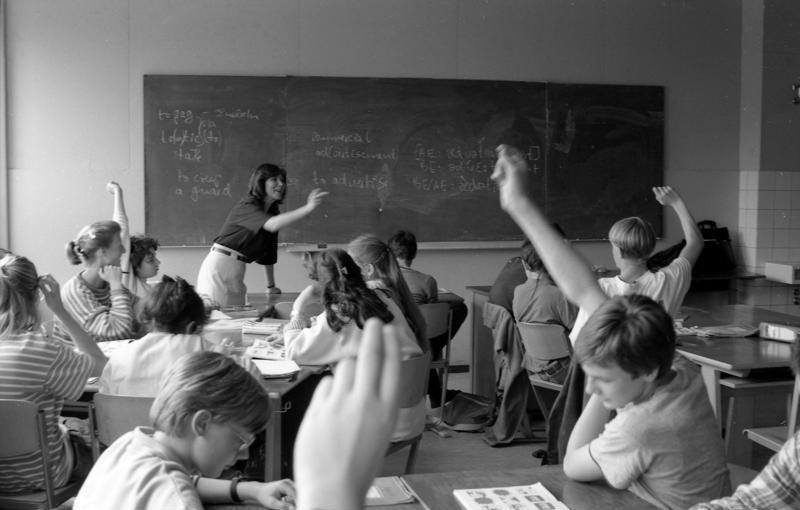
La PNL est utilisée dans le cadre des stratégies d'apprentissage en milieu scolaire.

La pédagogie PNL se manifeste à travers deux aspects majeurs : le relationnel et l'apprentissage cognitif.

#### Apprentissage cognitif
La pédagogie est l'un des premiers objets d'étude de la programmation neuro-linguistique. En effet, dès 1979, dans leur livre Frogs into Princes, Bandler et Grinder donnent une retranscription d'un de leur séminaire dans lequel ils aident une personne à analyser sa stratégie de mémorisation de l'orthographe.
Richard Bandler décrit l'apprentissage de l'orthographe comme étant un problème de stratégie mentale,, c'est-à-dire une séquence (une combinaison) de plusieurs opérations sensorielles différentes dans un ordre donné et non pas simplement lié au fait de privilégier un canal sensoriel par rapport aux autres. Visualiser le mot (c'est le « visuel remémoré ») puis le ressentir comme juste (« contrôle kinesthésique ») est un exemple de stratégie plus efficace que celle d'épeler auditivement.
La modélisation des différentes stratégies mentales employées par des élèves brillants a permis de développer une pédagogie spécifique. Comme ces élèves utilisaient les cinq mêmes stratégies : comprendre, mémoriser, réfléchir, prononcer, transférer, l'objectif est de retransmettre celles-ci aux enfants en difficulté.
À partir de 1988, le centre de formation « Inter Actif » se spécialise dans le domaine de la pédagogie en développant une recherche/action systématique sur tous les enseignements (français, mathématiques, histoire, etc.) et à tous les âges.
Par exemple, la mise en œuvre de la stratégie de mémorisation d'un mot d'orthographe, d'une formule de mathématique, ou encore de 50 pages d'histoire diffère à chaque fois, même si c'est toujours la même structure.
À partir de 1995, le psychologue Alain Thiry y crée une formation complète (actuellement de 16 jours) spécialisée exclusivement sur ces stratégies PNL d'apprentissage.
Depuis 2003 et à la suite de cette formation, la première école primaire en Belgique, celle de « Saint Dominique Savio », à Mouscron (école privée et gratuite) applique ces stratégies dans tous les cours avec une population d'enfants en grande difficulté scolaire.
Toute la spécificité de cette pédagogie repose sur le fait de proposer aux enfants de réaliser les opérations mentales qui sont nécessaires et suffisantes pour réussir les tâches scolaires. L'enfant doit s'adapter à la tâche. Comme toutes les opérations mentales (visuelles, auditives, kinesthésiques, dialogue interne) sont nécessaires à un moment donné pour une tâche donnée, le rôle de l'enseignant sera d'apprendre aux enfants à les développer toutes pour être capable de réussite minimum dans toutes les matières.

#### Relationnel et motivation
L'aspect relationnel est guidé par les présupposés PNL et par le fait d'éviter les confusions de niveaux logiques. Par exemple, que ce soit entre enfants ou entre enseignants et enfants, le présupposé résumé par la phrase « La carte n'est pas le territoire » invite chacun à accepter l'autre dans sa différence et à nuancer ses croyances limitantes. L'autre présupposé : « Il n'y a pas d'échec, il n'y a que du feedback » rappelle à chacun que faire une erreur n'a aucune importance mais que la seule chose qui compte c'est comment faire pour ne plus jamais faire cette même erreur et, donc, d'apprendre. Les niveaux logiques expliquent qu'un apprenant n'est pas son comportement ou son niveau de compétence actuel, mais qu'il a les compétences qu'il a déjà et peut apprendre celles qu'il décide d'avoir. Ceci crée un climat d'accueil, de respect, de soutien et de responsabilisation, cadre propice aux apprentissages scolaires.
Les intervenants PNL en pédagogie aident également les enfants à dépasser leurs croyances limitantes de type : « les math, ça ne sert à rien ! » ou « je suis nul ! » ou encore « de toute façon, je n'y arriverai pas ! », en recourant à des techniques comme les « conditions d'objectif », les niveaux logiques, le méta-modèle et les « critères de motivation », mais surtout en faisant vivre une expérience de réussite. Ils utilisent ainsi des stratégies PNL d'apprentissage.

### Performance sportive
Dans le domaine de la performance sportive, le mental est aussi important à développer que le physique. Pour gérer la dimension psychologique du sportif, la PNL peut agir sur trois points : ses objectifs, ses états émotionnels et ses croyances limitantes. Différents modèles sont utilisés pour développer ce mental. Tout d'abord, les conditions d'objectif permettent de s'assurer que les objectifs soient bien formulés en respectant une série de conditions (par exemple : « est-ce sous mon contrôle ? » « clair et précis ? », « écologique ? » « vérifiable ? », « contextualisé ? » Ensuite, les ancrages et les sous-modalités permettent de gérer les états internes et de rassurer le sportif. Enfin, l'installation de croyances dynamisantes et la désactivation de croyances limitantes seront indispensables pour gérer les convictions profondes du sportif. Le joueur de tennis français Cédric Pioline a ainsi bénéficié d'un entraînement PNL dispensé par le coach Henri Dumont.

### Séduction
À la suite d'auteurs américains, la programmation neuro-linguistique a investi le domaine de la séduction amoureuse. Le premier à en avoir codifié les techniques est Neil Strauss, qui, sous le pseudonyme de « Style », dans son best-seller The Game : Les secrets d'un virtuose de la drague (2005), raconte comment il a pu devenir peu à peu un véritable séducteur, un « MPUA » (Master Pick-Up Artist). Plusieurs autres ouvrages, dont Pourquoi les hommes se grattent l'oreille et les femmes tournent leur alliance? de Allan et Barbara Pease (2005) ou Casé en une semaine de Tony di Spirito (2006), ont suivi et le phénomène est tel que de nombreux séminaires de coaching et de relooking sont organisés, dans l'optique de développer le pouvoir de séduction.

## Critique de la PNL
D'après Roland Gori, les impostures contemporaines comme la PNL font prévaloir la forme sur le fond, valorisent les moyens plutôt que les fins, se fient à l’apparence et à la réputation plutôt qu’au travail et à la probité, soutiennent l’audience davantage que le mérite, optent pour le pragmatisme plutôt que le courage de la vérité, choisissent l’opportunisme de l’opinion plutôt que de s'en tenir aux valeurs, pratiquent l’art de l’illusion plutôt que l'émancipation par la pensée critique, s’abandonnent à l'apparence des fausses sécurités des procédures. Ses adeptes ne participent d'aucune assise épistémologique, d'aucune méthode de travail, d’expérimentation et de validation des résultats, leur prose fourmille de références mystico-ésotériques et antirationalistes.

### Unepseudo-science
L'expression « programmation neuro-linguistique » rassemble trois mots se rapportant à trois domaines scientifiques. Il s'agit d'un titre complètement faux, conçu pour donner l'impression de respectabilité scientifique,. Elle ne ressort pas de la psychologie ni d'une des sous-disciplines de la psychologie. Elle ne fait l'objet d'aucun enseignement académique dans les disciplines de psychologie ou de médecine. La promesse de résultats dans de nombreux domaines indique que l'on est clairement en dehors du monde de la psychologie professionnelle ou de toute autre branche de la science médicale. Elle est mentionnée dans l'Encyclopédie de la Pseudoscience dès 2000.
Selon la British Psychological Society, c'est une grave erreur de penser que la PNL repose sur des résultats scientifiques, soit en psychologie, soit en neuroscience. De plus, l'utilisation de la PNL en psychothérapie (PNLt) pose question quant à l'absence de fondements scientifiques au sens poppérien.
L’Association Française pour l'Information Scientifique (AFIS) définit la PNL comme une pseudo-science : « l’absence systématique de vérification — au sens scientifique du terme — nous font conclure à une utilisation abusive et, surtout anti-scientifique ». En 2009, Gareth Roderique‐Davies de l'Université de Glamorgan (Pays de Galles), « conclut qu'après trois décennies, la PNL n'a toujours pas de base théorique fiable, les chercheurs ayant échoué à établir une quelconque preuve de son efficacité ».
Plus récemment, Lisa Wake, Richard Gray et Frank Bourke dans un article intitulé « Les erreurs conceptuelles dans la recherche scientifique », tiré du livre The Clinical Efficacy of NLP: A critical appraisal (L'Efficacité clinique de la PNL : une évaluation critique), relèvent les biais méthodologiques qui ont entaché la recherche sur la PNL depuis 35 ans. Ils éclairent sur les présupposés des premiers chercheurs qui se sont intéressés à la PNL et sur la manière dont ces présupposés se sont transmis entre chercheurs. Il apparait qu'aucun d'entre eux n’a vérifié, à partir d’une source bien informée, que leurs présuppositions étaient valides. La PNL procède à des généralisations sans limites et n'a aucune épistémologie propre. La plupart des modèles proposés n’ont jamais fait l’objet d’études sérieuses. Cela s’explique en partie la simplification et la banalité de certaines affirmations qui n’ont aucun intérêt scientifique. Les études expérimentales infirment les prétentions de la PNL.
La PNL est un syncrétisme au sens propre : un mélange factice d’idées ou de thèses d’origine disparate, une sorte de fourre-tout. Pour Yves Winkin : « toutes les définitions de la PNL offrent ainsi un amalgame de références savantes et demi-savantes apparemment destinées à renforcer l'impression de scientificité. Le ton est à la fois très révérencieux à l'égard de l'univers scientifique et rassurant à l'égard du lecteur qu'il ne faut pas sans doute effrayer ».
De la même façon, l'emploi du mot « neuro » donne à croire que les PNListes sont des spécialistes de la neurologie en s'abritant faussement sous l'aura des neurosciences,. Elle constitue un piège. La PNL appartient selon R. Bruyer et S. Kalisz à la « patapsychologie » Enfin, la PNL n'est pas « linguistique » ; elle n'utilise la grammaire transformationnelle de Chomsky que pour faire croire à son pouvoir thérapeutique.

Pour ses détracteurs, la référence à la psychologie est abusive et n'est faite que pour manipuler les stagiaires et clients, en recourant à diverses techniques. L'introduction de nouvelles techniques pseudoscientifiques de conseil comme la PNL, sont conduites par des logiques de marché qui exigent des réponses simples à des questions complexes. Pour Levelt — directeur de l'Institut Max-Planck de psycholinguistique de Nimègue (Pays-Bas) : « Le plus grand miracle La PNL est, cependant, que les thérapeutes, […] les éducateurs spéciaux, le monde de la communication d'entreprise permettent en grand nombre des revendications de toutes sortes complètement infondées par des cours onéreux ». Le Professeur de psychologie Barry Beyerstein affirme que « bien qu'elle réclame avoir la neuroscience dans son arbre généalogique, la conception dépassée de la PNL de la relation entre le style cognitif et la fonction du cerveau finit par se résumer à des analogies grossières ». En référence à toutes les « neuromythologies » abordées dans son article, y compris la PNL, il déclare : « À long terme, peut-être le coût le plus lourd généré par les neuromythologues est celui commun à toutes les pseudosciences — détérioration des niveaux déjà faibles d'alphabétisation scientifique et de pensée critique en société. ». L'affaire Sokal par la publication d'un article canular en 1996 dans la revue Social Text puis le canular Sokal au carré en 2018 illustrent la facilité avec laquelle des textes non scientifiques sont publiés. Un groupe de professeurs d'universités américaines synthétise la situation de la PNL par l'équation suivante : (une solution rapide + du brillant pseudoscientifique) × un public crédule = revenu élevé. Ils ajoutent : 

« les caractéristiques de la pseudo-science sont plus spécifiquement représentées ainsi : l'utilisation d'un langage obscurantiste (les méta-programmes, la para-pragmatique, les sous-modalités, etc), l'absence de connexité appropriée avec des principes scientifiques reconnus, une trop grande dépendance à l'égard des témoignages et des anecdotes, la surutilisation des hypothèses ad hoc et le renversement de la charge de la preuve destiné à se prémunir contre les recours en falsification, la mise en relief de la confirmation plutôt que la réfutation (par exemple, le fait de se demander comment plutôt que pourquoi), l'absence de limites (la prétention que la PNL est extrêmement puissante et qu'elle peut être utilisée pour quoi que ce soit), la soustraction à ses pairs pour un examen (si les revendications de la PNL étaient vraies, pourquoi ne sont-elles pas dûment documentées et présentées à la communauté scientifique ?), le renversement de la charge de la preuve (qui est loin de ceux qui la soutiennent — les partisans de la PNL) et va vers ceux qui testent les prétentions (les scientifiques) »

.
En conséquence, nombre de détracteurs, dont Pascal Lardellier, assimilent la PNL à une « pseudo-théorie » du « décodage du non verbal » qui, en promettant de décrypter les gestes d’autrui afin de deviner les intentions et de lire la personnalité, « dévaluent la communication, tout en instaurant un insidieux « libéralisme relationnel », sous couvert de transparence, d’efficacité, de rentabilité et de rendement relationnels. »
Selon Stéphane Olivesi, la PNL et l'analyse transactionnelle « nécessitent un regard un peu différent de celui que l'on peut porter sur des curiosités telles que la graphologie, l'astrologie ou la psychomorphologie. » Se présentant plus spécifiquement au monde de l'entreprise, ces deux courants s'élaborent « sous la forme d'un corpus doctrinal relativement élaboré et ils revendiquent une certaine scientificité ». D'autre part, l’interprétation psychologique proposée par la PNL se fonde en grande partie sur l’étude de la parole et de la gestuelle, qu'elle nomme communication non verbale. Cette simplification autorisant des déductions et des interprétations abusives est vivement dénoncée par la communauté scientifique comme tenant du mythe. Certains spécialistes considèrent cela comme simpliste,,, voire totalement faux. Un rapport de l'OCDE qualifie ces analyses de « neuromythe ».
La PNL prétend pourtant que, selon son modèle des mouvements oculaires, chacun est relié à une interprétation univoque. Par ailleurs, une étude montre une absence de liens entre la détection d'un mensonge et l'interprétation des mouvements oculaires proposée en PNL. Une équipe du laboratoire de recherches de l’Université d'Amsterdam montre en 2023 que les menteurs et les personnes qui disent la vérité détournent le regard de la même manière,.
Les techniques contemporaines qui s'appuient sur la récupération de la mémoire manquent souvent de soutien empirique crédible: la programmation neurolinguistique, la thérapie par enlèvement d'extraterrestres, les approches énergétiques. Elles implantent par inadvertance de faux souvenirs et nuisent aux personnes mêmes que les thérapeutes sont chargés d'aider.

### Appellations trompeuses
L'appellation « Practitionner in NLP » (premier niveau de certification dans les formations en PNL) a été traduite en français par « praticien PNL » alors que le terme de « praticien » peut être parfois utilisé en France pour désigner un praticien hospitalier. Il s'agit dans ce cas d'un médecin qui travaille dans un hôpital public français. Il n'existe pas de « Praticien en PNL » dans les hôpitaux Français. L'appellation « maître praticien en PNL » est absente de la liste des diplômes et des mentions autorisés par le Conseil de l’Ordre des médecins en France. Dans le cadre de l'évolution des moyens d'information et de communication des professionnels de santé, le Conseil d'État (France) recommande de ne pas rendre publique la possession de diplômes non contrôlés par les pouvoirs publics.
En 2013, l'Académie nationale de médecine dans un rapport d'évaluation sur des thérapies complémentaires (acupuncture, hypnose, ostéopathie, tai-chi et Qigong) déconseille formellement l’institution d’un label ou la création d’un statut de « praticien de thérapie complémentaire ».
La MIVILUDES les qualifie de « pseudo-thérapeutes » s’appuyant sur une approche « psychologisante » qui repose sur trois postulats : la culpabilité du patient dans le développement de sa maladie ou de son mal-être, l’angoisse de la maladie, la revendication d’un mieux-être dans une société individualiste et matérialiste.
L’association de psychologues de France créée en 1901 met en garde au sujet du « titre ronflant de « Maître Praticien en PNL » [qui] n’a aucune valeur juridique et ne fait référence à aucune formation validée par les pouvoirs publics ». Des allusions à la PNL par des candidats à l'obtention, par la Validation des acquis et de l'Expérience, du diplôme de master en psychologie constituent un argument négatif pour les jurys universitaires.
L'utilisation du nom « maître » peut incliner à considérer que la personne est titulaire du grade universitaire de Master alors que ce n'est pas le cas. En effet, les critères permettant de délivrer des diplômes conférant un grade universitaire de master sont définis juridiquement. À cet égard, l'emploi du mot « maître » sans être titulaire d'un master universitaire (« maître praticien en PNL ») porterait atteinte à l'article 433-17 alinéa 1 du code pénal qui énonce dans sa dernière partie : « L'usage, sans droit (…) d'une qualité dont les conditions d'attribution sont fixées par l'autorité publique est puni d'un an d'emprisonnement et de 15 000 euros d'amende. » Par ailleurs, le texte se termine par : « Les personnes physiques ou morales coupables du délit prévu à la présente section encourent également la peine complémentaire suivante : interdiction de l'activité de prestataire de formation professionnelle continue au sens de l'article L 6313-1 du code du travail pour une durée de cinq ans ». (voir infra le paragraphe « formation »).
De la même façon, la traduction de « Trainer in NLP » en français, par « Enseignant PNL » peut également prêter à confusion avec le titre d'« enseignant » de l'Éducation nationale.
De plus, ces appellations sont contraires à leurs traductions académiques :
- le mot « trainer » en anglais signifie dans ce contexte « formateur » ou « agent de formation »[265] ;
- inversement, la traduction du mot « enseignant » en anglais est « teacher »[266],[267],[268].

### Imprécisions et références à des théories dépassées
La PNL fait référence à des modèles enseignés et reconnus par la communauté scientifique lors de sa création (à la fin des années 1970 et au début des années 1980), mais invalidés depuis. Le Centre contre les manipulations mentales relève une « utilisation de données traditionnelles […] à l’origine d’interprétations purement fantaisistes qui pourraient éventuellement être comiques si elles n’avaient pas une telle influence ». Ainsi, les textes en PNL de 1975 font référence aux neurosciences de 1970, ceux de 2010 aux neurosciences de 2000, ce qui explique en partie son discrédit dans les milieux scientifiques. Von Bergen affirme de son côté que « par rapport à la compréhension actuelle de la neurologie et de la perception, la PNL est erronée » et « la PNL ne résiste pas à l'examen scientifique ».
Historiquement, la PNL procède à de nombreuses assimilations pseudo-scientifiques telles que l'adhésion erronée explicite et implicite à l'engramme subconscient, les revendications de guérisons rapides et le traitement des traumatismes, l'utilisation de mythes populaires du New Age
comme le potentiel illimité, le simpliste cerveau « gauche/droit », la régression dans une vie antérieure et l'utilisation de modèles de marketing ou de recrutement semblables à ceux de la Dianétique (Scientologie) et à d'autres sectes.
De plus, la PNL fait référence à la théorie du cerveau triunique (le cerveau serait composé de trois organes distincts : le cerveau reptilien, le cerveau limbique et le néo-cortex). Dès 1969, dans son célèbre article, Geoffrey Raisman est décisif dans le changement d'opinion parmi les neurobiologistes, passant de l'adhésion à la doctrine de la localisation proposée par Joseph Gall et Johann Spurzheim à la notion de plasticité cérébrale,. Ce modèle des 3 cerveaux — hérité du XIXe siècle — est à partir des années 90, unanimement rejeté par la communauté scientifique,,,,, qui conçoit les aires cérébrales comme des ensembles de zones en interaction ne correspondant pas forcément à une fonction déterminée (voir Phrénologie). Le fonctionnement cérébral ne se limite pas à telle ou telle région spécialisée, mais résulte d'un réseau de plusieurs épicentres actifs répartis en différents points de notre cortex,,. (Voir imagerie cérébrale). La plasticité neuronale montre que l'expérience peut changer à la fois la structure anatomique du cerveau mais aussi son organisation physiologique. 
Cependant, la PNL s'adapte et la théorie des trois cerveaux n’est plus utilisée que comme une métaphore à visée didactique, en combinaison avec celle de l'Asymétrie cérébrale alors qu'il n’est pas possible d’attribuer à un hémisphère une fonction particulière en excluant l’autre hémisphère,,. Au demeurant, la présence d'une fausseté scientifique dans un cadre pédagogique offre matière à réflexion.
Selon ses détracteurs, la PNL simplifie à l’extrême les concepts de la psychologie. Elle utilise en effet souvent des références scientifiques, parfois en en réinterprétant le résultat. Ainsi, Albert Mehrabian estime que la règle dite « 7 % - 38 % - 55 % », reprise entre autres par certains PNListes, est l'objet d'une mauvaise interprétation de l'une des expériences l'ayant validée. Le résultat n'est valable que dans le cadre défini par l'expérience, et par son protocole, et ne saurait être généralisé. Depuis ces quatre dernières décennies[Quand ?], il affirme qu’il n’avait jamais voulu que sa célèbre formule soit considérée comme un dogme indiscutable. Il se déclare enragé chaque fois qu’il entend sa théorie appliquée à la communication en général. Ainsi, la plus vieille donnée tirée d’un livre traitant du langage corporel n’est pas ce que l’on croit. Albert Mehrabian, lui-même, aimerait que l’on cesse de l’utiliser[réf. non conforme].
À cela s’ajoute le fait que ces références éclectiques (neurologie, linguistique, psychologie, théorie de l’information, etc.) sont entachées d’imprécisions. Ainsi Yves Winkin, professeur d’anthropologie de la communication, qui a travaillé avec certains acteurs de l’école de Palo Alto cités comme référence par les théoriciens de la PNL, qualifie cette dernière de « fraude intellectuelle », d’« exploitation de la confiance » et de « manipulation des idées et des hommes ». Estimant qu'il est de son « devoir de chercheur scientifique de réagir », il explique qu'au sein de la PNL : « L’univers scientifique est régulièrement évoqué à travers des noms et des titres célèbres, mais l’attitude générale n’est pas celle de la recherche, du questionnement, de l’évaluation critique »,. La PNL « multiplie les recours historiques légitimant dans la construction imaginaire de sa genèse intellectuelle » et « mobilise des références qui s'opposent et s'annihilent parfois » (associer par exemple Freud et Pavlov). Le vocabulaire scientifique répertorié par le Medical Subject Headings intègre des termes qui ne possèdent aucune relation significative entre eux, notamment dans le domaine des neurosciences cognitives. À l'heure actuelle, de plus en plus de théories inexactes se cachent derrière un discours pseudo-scientifique. Il en est ainsi des termes obsolètes telles que « programmation neuro-linguistique » qui se caractérise au mieux comme une pseudo-science. Les auteurs suggèrent en conséquence que les recherches de cette littérature pourraient être grandement améliorées par l'utilisation de vocabulaires qui reflètent mieux la pensée actuelle. Le Professeur Singer déclare qu'« aucun des instigateurs de la PNL n'a fait de recherches pour « prouver » que leurs modèles sont vrais, bien que les promoteurs et les représentants de la PNL continuent à se référer à des auteurs scientifiques et utilisent des termes tels que la science, la technologie et la psychologie de pointe pour décrire la PNL ». Des organismes de publicité au Royaume-Uni, ont demandé aux promoteurs de la PNL de cesser de la mettre en avant en tant que nouvelle science. En raison de sa fragmentation et de son incohérence, son impact sur le management et le monde universitaire a été au mieux, modeste.

### Absence de validation thérapeutique
En premier lieu sur le plan médical, la répétition de tout ou partie des paroles et/ou la reproduction des gestes de son interlocuteur caractérisent les symptômes des maladies mentales dénommées : écholalie et échopraxie. En second lieu, la PNL est d'une façon permanente absente des résultats des moteurs de recherche des données scientifiques sur la médecine fondée sur les faits (Evidence-Based Médicine). En troisième lieu, les structures nationales et internationales du secteur scientifique et médical ne lui apportent aucune caution voire la décrient totalement.
L'Organisation Mondiale de la Santé, le Centre national pour la médecine complémentaire et intégrative, l'AP-HP, la Haute Autorité de Santé ignorent totalement la PNL quand ils traitent des questions relatives à la médecine complémentaire ou aux thérapeutiques non médicamenteuses validées
,,
,. Si la HAS revendique l'utilisation de techniques de communication centrées sur le patient, comme l'écoute active, l'empathie, l'attitude encourageante ou l'entretien motivationnel, elle ne recommande nullement l'usage de la PNL. Pour l'organisation internationale des sociétés académiques - All European Academies (ALLEA) - qui collabore notamment avec le CERN et le Laboratoire européen de biologie moléculaire, il s'agit d'un traitement ou d'une thérapie pseudo-scientifique. Le Ministère des Affaires sociales et de la Santé (France) invite à la plus grande prudence en ce qui concerne les pratiques de soins non conventionnelles : médecines complémentaires, alternatives, naturelles. En effet, la méthode peut nuire aux patients. Le Conseil national de l'Ordre des médecins français publie un rapport le 3 février 2023 portant sur les Pratiques de soins non conventionnelles et leurs dérives. Il souligne : 
« Le médecin peut mettre en danger ses patients pour les raisons suivantes :
- soit les soins qu’il donne ne sont pas validés scientifiquement et ne peuvent pas être regardés comme conformes aux données acquises de la science
- soit il propose des Pratiques de Soins Non Conventionnelles (même validées scientifiquement) en remplacement de la médecine conventionnelle ».

Il ajoute, s'agissant « des non-professionnels de santé, dès lors qu’ils excèdent leur domaine de compétence et proposent, en remplacement ou en complément de la médecine conventionnelle des soins, traitements, remèdes et tout autre procédé dangereux aux personnes se présentant à eux, leurs pratiques sont constitutives de dérives thérapeutiques. Les éléments déterminants pour établir une dérive thérapeutique :

- Procédés illusoires, trompeurs entrant dans le champ de la santé
- Allégations thérapeutiques trompeuses
- Détournement de la médecine conventionnelle
- Dangerosité pour la santé »[309].

Dans un rapport publié par l'INSERM en 2011, l'Union nationale des associations de défense des familles et de l'individu met en garde contre la biologie totale et la médecine nouvelle. L’association souligne la faiblesse de la formation des thérapeutes de la « Biologie Totale des Êtres Vivants » et leur propension à créer des « théories » à souhait comme la PNL. Dans son magazine d'information - Science & Santé - l'INSERM procède à une évaluation de l’efficacité de pratiques non conventionnelles grâce à une méthodologie éprouvée : ostéopathie, acuponcture, mésothérapie, ostéopathie, homéopathie, chiropraxie, hypnose, thermalisme psychiatrique, méditation, auriculothérapie. La PNL est éludée. À la suite d'un appel lancé par des médecins, une pétition en ligne reçoit l'appui de nombreux signataires contre les fausses médecines. L'intérêt initial pour la PNL a tourné à la désillusion.

### Manipulation et interprétation abusive
Dans La parole manipulée, ouvrage qui a reçu en 1998 le prix de philosophie morale de l’Académie des sciences morales et politiques, Philippe Breton, chercheur au CNRS, explique comment la programmation neuro-linguistique, parmi d'autres pratiques, utilise l’hypnose et la synchronisation pour manipuler les esprits. Il précise que la PNL n'a jamais été développée par des universitaires mais vendue sur des critères d'efficacité à des psychothérapeutes et des entreprises, ce qui la rend manipulatoire. Comme les propagandistes politiques, la PNL utilise des techniques de communication sous couvert de théories scientifiques afin d'orienter les réactions des personnes visées. Elle fait partie des pratiques (dites de « communication ») qui ont pour but de modifier le comportement des personnes sans qu'elles en aient conscience. Il conclut ainsi : « Nul doute que, derrière ce jargon, il y ait une réelle compétence à manipuler les relations humaines ». Elle entretient, en matière de management, le fantasme que l’on peut contrôler l’autre dans ses réactions et l’amener là où l’on veut qu’il aille.
La prétendue possibilité de dominer, de contrôler, de mener où l'on veut son interlocuteur avec la PNL a été infirmée par les faits malgré les promesses des livres sur le sujet. Selon Stéphane Olivesi, les textes publiés sous le registre de la PNL présentent, du moins en France, trois caractéristiques principales : ils sont relativement peu nombreux, ils sont redondants les uns par rapport aux autres et, hormis quelques succès de librairie (Derrière la Magie d'Alain Cayrol et Josiane De Saint-Paul, de 1982 a été tiré à 60 000 exemplaires), ils sont relativement peu lus. Les bibliographies de ces livres mentionnent des autorités intellectuelles reconnues sans pour autant les avoir citées dans le contenu du texte. La diffusion de la PNL ne suit donc pas les canaux traditionnels du savoir universitaire et s'opère par d'autres voies : séminaires d'initiation, stages de formation à la communication, brochures synthétiques de présentation, etc. La PNL répond à un changement de paradigme dans le domaine du management selon Stéphane Olivesi. Le jargon de l'industrie du management proposé par des gourous bénéficie d'un grand écho dans les entreprises,. Le bouleversement des contenus de formation en usage dans l'entreprise et « la convergence de différents facteurs économiques conduit à une logique d'uniformisation du contenu des formations » qui a fortement contribué à la diffusion de la PNL selon lui. Les formateurs PNL sont, selon Stéphane Olivesi, animés d'un « fort rejet du savoir académique. » La PNL permet aux formateurs de donner l'impression aux stagiaires et clients « d'avoir appris des choses utiles, sans trop d'efforts et sans jamais percevoir les limites de leurs connaissances », et notamment les techniques de synchronisation. Les plus grandes entreprises font preuve de crédulité en ce domaine ou bien les établissements d'enseignement public. Ainsi, l'Institut Mines-Télécom propose, en novembre 2019, un cours sur l'ennéagramme, la PNL, l'Analyse transactionnelle.
En ce sens, la PNL véhicule « des représentations de l'individu et de la société, parfaitement conformes au discours et aux valeurs promues par le management ». À ce propos, Baptiste Rappin considère qu'en prenant la subjectivité comme fondement, la PNL et sa pratique du coaching participent à « la diffusion de l’idéologie gestionnaire dans notre société contemporaine. » En tentant de concilier bonheur et performance, désir d’autonomie, « mythe du contrôle » et « fantasme de la toute-puissance », la PNL propose de nouveaux modes de servitude. En présentant le coaching comme un outil de développement professionnel avec la PNL, son intervention sur l’âme, la psyché, et la vie privée du coaché est occultée. La violence du coaching utilisé sur les salariés est cachée car très fréquemment, la domination de la méthode sur l’individu est minimisée, au profit de la présentation de son « sens–dessous » qui attise ses bienfaits. L’entreprise s’arroge ainsi le droit de remanier le fonctionnement psychique de ses salariés, voire de se l’attribuer, de le normaliser et in fine de s'exhiber avec dans le cadre de sa démarche qualité. Elle pourra ainsi plonger dans un bain de PNL et produire des statistiques pseudo-significatives discutables, sans parler des cours de communication non verbale ou de gestion anti-stress. D'aucuns la rangent dans la catégorie des sables mouvants parmi les outils dangereux pour le management, au même titre que la certification d'entreprise ou la graphologie. La PNL pourrait être prise comme le modèle des dérives du coaching tel qu'il est fréquemment appliqué. Dans son rapport 2022, la Miviludes alerte sur les dérives du « développement personnel » et du coaching où l'individu est appelé à devenir une « meilleure version de lui-même ». Pour le psychosociologue, membre du CIRFIP, Elwis Potier : « La PNL tient donc une place particulière dans cette marchandisation des relations humaines, elle en est tout à la fois le produit et l’un des modes de production. Cette marchandisation est donc au cœur du projet de la PNL, malgré le vernis humaniste et les bons sentiments qui tentent parfois de l’occulter ». Il conclut : « Elle est contraire aux valeurs démocratiques et, de ce fait, irrémédiablement incompatible avec les principes et les finalités d’une authentique éducation populaire ». À cet égard, un organisme de formation belge promettant aux PME de faire exploser leurs gains grâce à la PNL perd un procès en décembre 2019 contre un membre d'une association de sceptiques qui avait émis des critiques sur cette possibilité. Celui-ci considère cette action comme une poursuite stratégique contre la mobilisation publique. L'entreprise est condamnée à lui verser 8 000 euros au titre des frais de justice. Elle fait appel de cette décision,. Elle sera condamnée par la Cour d'appel de Gand à payer 16 800 euros de frais de justice en décembre 2021. Un groupe d'experts prépare un avis sur une directive contre ce type de procès. Ils conseillent la Commission européenne sur la manière de prévenir ou de sanctionner les procédures dites "SLAPP" (Strategic Lawsuit Against Public Participation ou Procédure-bâillon),.
Françoise Zannier (Docteur en Psychologie à Paris) estime que « nous avons bel et bien affaire à une mystification ».

### Dérive sectaire
La thèse de doctorat en médecine de Mme Armelle Guiver souligne notamment le danger majeur de théories développées par des sectes prônant des soins non reconnus sur le plan académique. Dans son rapport de 2001, la MILS (Mission interministérielle de lutte contre les sectes) citait la programmation neuro-linguistique parmi quelques exemples de risque sectaire dans le domaine de la psychothérapie française. Selon ce rapport, la PNL « forme un ensemble disparate de méthodes de communication (apprendre à reformuler un message, à décoder des signaux non verbaux, des mouvements oculaires, etc.), basé sur un ensemble tout aussi disparate de références théoriques. Les fondements scientifiques et les validations empiriques sont faibles : les hypothèses relatives aux mouvements oculaires ont d'ailleurs été infirmées. » Les auteurs du rapport officiel ajoutent que ce terme de PNL « est cependant judicieux au plan des techniques commerciales et de la communication. En cela, la PNL ne se distingue pas d'autres offres de « produits » psychologiques: formation aux relations humaines, à l'animation de groupes, groupes de développement personnel, analyse transactionnelle ». Elle utilise dans cette optique, un sujet qui fascine et répond à des besoins au sein de stages qui se déroulent souvent sur le mode émotionnel et affectif plutôt qu'intellectuel, avec des idées simples, proches du sens commun, sans références théoriques, de doute critique ou de validation empirique.
Un collectif d'enseignants en PNL a par la suite rédigé une lettre ouverte, précisant qu'il serait nécessaire de distinguer la technique proprement dite de l'usage qui en est fait par certains ; les auteurs proposent une réfutation point par point de l'analyse de la MILS. La MIVILUDES (Mission interministérielle de vigilance et de lutte contre les dérives sectaires), qui remplace la MILS depuis 2003, ne citait plus la PNL dans son dernier rapport de 2009. La mission cite à nouveau de manière très indirecte la PNL comme une source possible d'inspiration de Claude Sabbah et sa théorie de la « biologie totale des êtres vivants », dans son rapport 2010 remis au premier Ministre. L'Union nationale des associations de défense des familles et de l'individu souligne, dans un rapport de l'INSERM de 2011, la faiblesse de la formation des thérapeutes de la « Biologie Totale des Êtres Vivants » et leur tendance à fabriquer en quantité des « théories » comme la PNL nonobstant leurs dangerosités. Le Guide « santé » de la MIVILUDES publié en 2012, dans son annexe 1, mentionne la PNL. Elle émet un avertissement ainsi formulé : « ces pratiques de soins ou de bien-être non réglementées et non validées scientifiquement peuvent conduire à des dérives, soit en raison de leur dangerosité propre, soit en raison de l’absence de formations réglementées et/ou validées par des praticiens qui le mettent en œuvre »
.
La MIVILUDES dans son rapport 2013 /2014 note également que dans « le Guide santé de la Miviludes » publié en 2012 ainsi que la Commission d’enquête parlementaire du Sénat sur l’influence des mouvements à caractère sectaire dans le domaine de la santé relèvent le foisonnement des pratiques non conventionnelles à visées thérapeutiques originaires du New Age. On trouve parmi ces pratiques la PNL.
Il convient de préciser que les rôles de la MIVILUDES sont d'observer et d'analyser le phénomène sectaire mais aussi les dérives sectaires et d'informer le public sur les risques et les dangers auxquels il est exposé. En 2013, dans un rapport sénatorial intitulé « Dérives thérapeutiques et dérives sectaires : la santé en danger », M Serge Blisko, président de la MIVILUDES, qualifie la PNL de pratique étrange. Des recruteurs membres d'organisations terroristes utilisent la PNL sur le web avec l'emploi de mots clés,.
La loi du 9 juin 2023 visant à encadrer l'influence commerciale et à lutter contre les dérives des  influenceurs sur les réseaux sociaux prévoit dans son article 4: « Est interdite aux personnes exerçant l'activité d'influence commerciale par voie électronique toute promotion, directe ou indirecte, de produits, d'actes, de procédés, de techniques et de méthodes présentés comme comparables, préférables ou substituables à des actes, des protocoles ou des prescriptions thérapeutiques ». La violation des dispositions dudit article est punie de deux ans d'emprisonnement et de 300 000 euros d'amende, sous réserve des sanctions prévues par le code de la consommation,.

### Une quasi-religion
Certains sociologues, anthropologues ou psychiatres — entre autres — ont classé la PNL comme une quasi-religion appartenant au New Age et/ou à des mouvements basés sur le potentiel humain,,,,,,,,,. L’anthropologue médical Jean M. Langford classe la PNL dans une forme de magie populaire, c’est-à-dire, une pratique dont l’efficacité est symbolique — par opposition à l’efficacité physique — qui est en mesure d’apporter des changements à travers des effets non spécifiques (par exemple, le placebo). Pour M. Langford, la PNL est semblable à une religion folklorique « qui tente de marier la magie de la pratique populaire à la science de la médecine professionnelle ». Bandler et Grinder ont été (et continuent d’être,) influencés par le chamanisme décrit dans les livres de Carlos Castaneda. Plusieurs des idées et des techniques ont été empruntés à Castaneda et incorporées dans la PNL comme « la double induction » et la notion d’« arrêt du monde » qui sont au cœur de la modélisation avec la PNL. Tye en 1994 caractérise la PNL comme une sorte de « psycho chamanisme ». Fanthorpe et Fanthorpe voient une similitude entre la procédure de mimétisme (synchronisation) et l’idée de modélisation en PNL avec des aspects du rituel dans certaines religions syncrétiques. Hunt établit une comparaison entre la préoccupation du suivi de la ligne d’un gourou de la PNL — qui est évident chez certains partisans de la PNL — et le souci du respect de la ligne du gourou dans certaines religions orientales.
Se basant sur l'article d'Aupers et Houtman (2010), Bovbjerg désigne la PNL comme une nouvelle ère de « psycho-religion » et utilise la PNL comme une étude de cas pour démontrer la thèse que les psycho-religions du New Age, telles que la PNL, reposent sur une idée religieuse intrinsèquement, à savoir une préoccupation avec un transcendant «autre». Dans les religions monothéistes du monde, soutient Bovbjerg, le but de la pratique religieuse est une communion et en particulier la communion avec un transcendant « autre », c'est-à-dire un Dieu. Avec les psycho-religions du New Age, fait valoir Bovbjerg, cette orientation vers un « autre » transcendant persiste, mais l’autre est devenue « l’autre en nous-mêmes », l’inconscient de ce que l'on appelle : « la vie intérieure de l’individu devient l’objet immatériel de pratiques [psycho-] religieuses et l’inconscient devient partie intégrante de la compréhension du soi des individus modernes. » Bovbjerg ajoute « des cours de développement personnel n’auraient pas de sens sans l’inconscient qui contient des ressources cachées et la connaissance cachée de soi. » Ainsi la pratique psycho-religieuse tourne autour des idées du soi conscient et inconscient et de communiquer avec et par ailleurs l'accès aux ressources cachées de l'inconscient de soi - l'autre transcendant. Selon Bovbjerg, la notion que nous avons un individu inconscient sous-tend plusieurs techniques de la PNL, explicitement ou implicitement. Bovbjerg soutient, « à travers des pratiques particulières, le praticien [en PNL] du (quasi) psycho-religieux prévoit d'atteindre l'auto-perfection dans une transformation sans fin de soi ».

### Domaines d'inapplication

#### Psychothérapie
Aujourd'hui, la PNL est rarement mentionnée dans la psychothérapie. Elle est même identifiée parmi les 10 pratiques modernes de la santé mentale les plus discréditées voire compte parmi les méthodes à éviter. La Mission interministérielle de lutte contre les sectes la répertorie expressément comme un des exemples de risque sectaire en psychothérapie. Le Centre d'information et de prévention sur les psychothérapies abusives et déviantes la classe dans la catégorie des modes de psychothérapies pouvant poser problème voire d'être dangereux. Le numéro de la revue Sciences Humaines de juillet 2016 intitulé « Les nouvelles psychothérapies » ne cite à aucun moment la PNL dans ses articles.
De nombreux doutes demeurent quant à son innocuité,.
Elle n'offre aucune nouvelle théorie scientifiquement valable dont on puisse tirer profit, ne montre pas une quelconque efficacité, ne prouve aucunement qu'elle offre des améliorations substantielles aux soins psychiatriques existants, mais présente de nombreuses caractéristiques compatibles avec la pseudo-science. L’intervention d'un pseudothérapeute en milieu scolaire lui confère une caution et donne un gage de sérieux à la PNL alors qu'il s'agit d'une pseudo thérapie présentant des risques pour les enfants, relève la MIVILUDES dans son rapport de 2024.
« L'enthousiasme pour une nouvelle thérapie suscite des attentes d'efficacité qui améliorent ses résultats » d'après le Dr Christophe André (psychiatre au Centre hospitalier Sainte-Anne)
. Christian Balicco, Docteur en psychologie et membre de l'American Psychological Association, en août 2000 dans la revue « Science et Pseudo-Sciences » (SPS), édité par l'Association française pour l'information scientifique conclut ainsi son article : « les fondements de cette discipline et l'absence systématique de vérification — au sens expérimental du terme — nous font conclure à une utilisation abusive et, surtout antiscientifique. Quant à l'emploi de cette méthode à des fins psychothérapeutiques, on ne peut qu'être inquiet quant au devenir des patients qui consulteront ces « pseudopraticiens ». On peut s'interroger non seulement sur la santé et l'équilibre mental de ces « praticiens » mais aussi sur le danger qu'ils font courir aux clients qui ont la naïveté d'aller les consulter […] ». Cet article est repris ou cité par différents sites web de prévention sur les dérives sectaires ou bien les manipulations,.
La fabrication de mixtes, de « chimères » composées de bric et de broc, telle la PNL et le psychodrame, d'après le psychanalyste Joseph Rouzel, conduit à produire des psychologues à peu de frais en faisant la part belle à ces chimères en absorbant une soupe de connaissances issues de domaines hétéroclites. Pour le psychiatre et psychanalyste Serge Tisseron, le succès des ouvrages de PNL s'explique par le fait qu'on y « donne à croire que l’on va contrôler nos interlocuteurs. » Le professeur Roland Gori - psychiatre et psychanalyste - s'agissant de la littérature portant sur la PNL : « lire dans les pensées d’autrui. C’est un vieux fantasme. Alors qu’on n’arrive même pas à lire les siennes (…) ! Et si la psychanalyse a quelque chose à nous apprendre, c’est bien de ce côté-là. Si on veut lire les pensées d’autrui, on n’est pas psychanalyste ! » Pour la Professeure Andronikof de l'Université Paris-Nanterre : « on projette sur quelqu’un d’autre ses propres intentions mauvaises. (…) À partir de ce modèle, on peut faire l’hypothèse que la dérive de l’interprétation chez l’être humain repose sur la volonté (inconsciente et incontrôlée) de faire dire à l’autre ce que l’on pense soi-même sans se l’avouer ». De fait, ces ouvrages dévoilent le malaise des sociétés actuelles, qui ne cherchent pas à « mettre en avant les valeurs de bonheur », mais qui parlent au contraire « de maîtrise, de contrôle et de pouvoir. À ce titre, le succès de ces ouvrages est le symptôme d’un problème de société grave ».
Pour d'autres encore, elle a des traits folkloriques proches des âneries de l’ésotérisme et du bazar bariolé des superstitions. Selon Valérie Brunel, la PNL forme des psychothérapeutes charlatans, surtout en entreprise, qu'elle nomme les « managers de l'âme ». Pour les Professeures Margaret Thaler Singer et Janja Lalich, il s'agit de « thérapies folles ». Selon le psychologue américain Albert Ellis, fondateur de thérapie rationnelle-émotive : la PNL a été spécifiquement identifiée comme l'une de ces « techniques à éviter ». Il la haïssait en raison de sa validité douteuse.
Pour d'autres universitaires encore, avec la PNL : « on peut programmer ou déprogrammer, coder ou décoder, car les systèmes verbaux ne sont reliés entre eux que par des structures, sortes « d’archétypes cognitifs » où la norme est « prototypique ». Si le programme est infecté par un virus – langagier – on procédera à un traitement antiviral pour remettre la programmation neurolinguistique en marche. (…) Cette logique binaire (dedans/dehors, normal/anormal) par ses catégorisations et ses généralisations abusives, relève de la « négation » et se présente comme subsistance d’un archaïsme ».
Des sociétés savantes comme l'organisation internationale des sociétés académiques - All European Academies ALLEA, s'alarment : « En particulier dans le domaine du conseil individuel ou collectif, du changement organisationnel et de l'amélioration, de la psychothérapie et de la guérison, de nombreuses approches pseudo-scientifiques peuvent être trouvées, allant de l'hypnose à l'intégration neuro-émotionnelle, de la réincarnation à la guérison par la prière, de la Scientologie à la programmation neuro-linguistique (PNL). Comme on l'a dit, en dépit de beaucoup de preuves contraires, la popularité de cette baliverne pseudo-scientifique est dramatiquement élevée ».
Le professeur et psychologue Tomasz Witkowski et le Dr Maciej Zatonski dans leur livre intitulé « La psychologie a mal tourné : les côtés sombres de la science et de la thérapie »« Nous aimerions, ici, nous référer à la déclaration de Messieurs O'Donohue et Ferguson, qui proposent que chaque type de thérapie, qui n'a pas été appuyée par des preuves empiriques pour son efficacité, devrait être appelée « expérimentale ». Ils ont également avancé une suggestion : que chaque cas pratiqué avec un tel traitement sans en informer les patients au sujet de son statut expérimental et donc gagner de l'argent avec, devrait être renvoyé et traité comme une activité criminelle ». Ils concluent ainsi : « Aujourd'hui, après 35 ans de recherches consacrées à ce concept inventé, la PNL est juste une autre maison instable, construite sur le sable, plutôt qu’un édifice fondé sur des piliers empiriques ». Elle participe d'une vision purement consumériste de la psychanalyse. Les preuves existantes concernant son applicabilité sur divers troubles psychiatriques doivent être prises avec des pincettes.

#### Stress post-traumatique, anxiétés, dépression, phobies
L'agence des médicaments et des technologies de la santé au Canada relève qu'aucune preuve clinique n'a été identifiée sur la PNL pour le traitement des adultes souffrant de stress post-traumatique, d'anxiété généralisée ou de dépression. Une recommandation du Scottish Intercollegiate Guidelines Network sur les traitements non-pharmacologiques de la dépression rapporte qu'aucune preuve spécifique relative à la dépression et répondant aux critères d'inclusion des lignes directrices n'a été identifiée pour la PNL. Les revues et les thèses universitaires sur la PNL s'accordent pour dire qu'il y a peu de preuves que les interventions de la PNL améliorent les résultats liés à la santé chez les patients souffrant d'anxiété de parole, d'anxiété sociale, de trouble panique, de phobies ou de stress post-traumatique. Les résultats indiquent après en test qu'aucun des deux traitements fondés sur la PNL n'a été plus efficace pour réduire l'anxiété qu'une simple attente d'une heure. Les données montrent que l'affirmation selon laquelle il est possible de guérir l'anxiété en une seule séance n'est pas justifiée.

#### Communication, management et marketing
La programmation neuro-linguistique se voulait être utilisable dans le domaine de la vente et du marketing par exemple avec les accès oculaires. Testée dès 1983, l'utilisation de ce dernier modèle dans la perception de la relation entre deux personnes n'a pas permis de relever une quelconque amélioration. Il n'existe pas de données pour démontrer de manière convaincante si des techniques alternatives comme la PNL favorisent ou améliorent l'efficacité individuelle ou organisationnelle. « La science est venue et elle [la PNL] a disparu, mais la croyance reste encore ». Le comité des techniques pour le renforcement des performances humaines et la commission des sciences du comportement et des sciences sociales et de l'éducation des États-Unis observent des effets négatifs dans la cohésion d'un groupe avec l'utilisation de la PNL. En matière d'application au niveau des organisations, il est difficile d'offrir la preuve concernant son efficacité. Elle ne présente guère plus d'intérêt dans la gestion des ressources humaines.

#### Pédagogie et enseignement
Le Canard enchainé relate l’envoi d’une lettre (restée sans réponse) datée du 3 mars 2015 aux ministres de la Santé et de l’Éducation nationale, signée par une douzaine de sommités médicales et scientifiques dont le Pr Capron de l'APHP de Paris, Jean-Marie Lehn, prix Nobel de chimie, la Pr Jacqueline Godet de l'université Claude Bernard Lyon 1, Jean-Michel Ducomte, président de la Ligue de l’enseignement, Pierre Tartakowsky, ancien président de la Ligue des droits de l’homme, demandant la suppression « de ces diplômes universitaires se rapportant au domaine médical [dont la PNL], mis en place localement et donc sans évaluation nationale ». Dans les colonnes du Quotidien du médecin, le Pr Capron renouvelle sa ferme opposition depuis longtemps à ces « éléments non scientifiques » pour lesquels il n’a pas de mots assez durs : « Il existe une continuité entre ces pseudo-thérapies et les sectes, qui peuvent pénétrer par cette voie dans l’hôpital. En tant que responsable de la qualité et de la sécurité des soins, je lutte contre tout ce qui n’est pas « evidence based » », déclare-t-il,.
Le médecin psychiatre Georges Fischman définit la PNL comme « un bric-à-brac de manœuvres psychoéducatives ». Le comité des techniques pour le renforcement des performances humaines et la commission des sciences du comportement et des sciences sociales et de l'éducation des États-Unis relèvent notamment « un intérêt réduit pour les programmes conçus pour former les officiers ». Des produits commerciaux tels que la PNL, le Brain Gym, ou l'approche VAKOG sont prétendument apparus sur la base de découvertes neuroscientifiques, mais en réalité, ils manquent de soutien scientifique. Ils constituent des pièges et sont également coûteux non seulement financièrement, mais aussi en termes de ressources nécessaires pour les appliquer et du temps pris sur d'autres activités de classe par les enseignants. Les pratiques uniques en leur genre de la PNL pour le coaching sont peu soutenues par des preuves issues de la recherche.

#### Performance sportive
L'usage illégal du titre de psychologue et l'exercice illégal de ce métier relèvent de l'exception dans le cadre sportif. Cependant, le recours par des intervenants à une technique comme la PNL ou la sophrologie présentée comme la solution miracle est courant. Quelles formations, quelles compétences pour ces marchands d'illusions ? Des attentes inatteignables et utopiques sont introduites auprès de sportifs en recherche d'une aide. Ils sont par la suite délaissés après avoir servi d'objet promotionnel d'une méthode dont ils ont pu mesurer eux-mêmes l'inefficacité. Ces chimères sont nourries par des médias. Dans le domaine sportif également, la PNL entre clairement dans la catégorie des idées pseudo-scientifiques et des neuro-mythes. Huit finales consécutives perdues conduisent le joueur de tennis français Cédric Pioline à renvoyer le coach Henri Dumont qui lui faisait encourir un entraînement PNL.

#### Séduction
En appliquant les principes de base de la PNL, les théoriciens de la séduction cherchent à mettre en évidence les mécanismes de la parade amoureuse. Interpréter toutes sortes de détails comportementaux comme des signes de disponibilité sexuelle permettrait « de conclure en 10 minutes ». Les séducteurs adaptent donc leur comportement corporel en fonction de la réaction qu'ils attendent de la part de leurs proies potentielles.
Pour Mélanie Gourarier, doctorante en anthropologie à l'École des Hautes Études en Sciences Sociales, ils essayent d'analyser ces situations avec un vocabulaire de scientifiques. Il s'agit d'une fraude intellectuelle, accusation déjà lancée par Yves Winkin.
Cette pratique a conduit Julien Blanc, un Suisse, mondialement connu en ce domaine, à être accusé de prôner la culture du viol à la suite de propos tenus dans une vidéo tournée au Japon (et retirée de YouTube) où il incitait les « jeunes blancs » à tout oser avec les autochtones, car elles n'osaient pas se défendre. Cela l'a conduit à être interdit de séjour au Royaume-Uni, au Brésil, en Corée du Sud ou en Australie. Le groupe hôtelier Accor a fait circuler aux directions de ses hôtels un email adoptant une position ferme concernant l'organisation de ses conférences : « refus d’un tel évènement ». Le Times s'interroge pour savoir s'il doit être considéré comme l'homme le plus détesté du monde.

## Organisation et formations

### Organisation
Les PNListes revendiquent une approche non conformiste, héritées des débuts de la PNL. Dans une réunion, un néophyte a autant droit à la parole qu'un pionnier. Cette spécificité ne permet pas toutefois d'empêcher les dérives de certains, si bien que la programmation neuro-linguistique semble pour les non spécialistes un ensemble disparate sans réelle cohérence. Des associations nationales (Fédération NLPNL en France, créée en 2002) ou internationales (International Association for NLP, IANLP) cherchent à défendre néanmoins des critères de qualité, de contenu et de durée des formations, mais aussi d'éthique, par la rédaction de code de déontologie à destination des enseignants en PNL et des psychothérapeutes PNLt. Grant J. Devilly considère de telles associations de certification comme des associations fantoches c'est-à-dire des associations d'êtres humains prétentieuses et farfelues. Ainsi, en 2009, un présentateur de la BBC a pu déclarer son chat comme membre du British Board of Neuro Linguistic Programming (BBNLP), par la suite cet organisme a soutenu qu'il existe seulement pour procurer des avantages à ses membres et pas pour certifier des titres de compétences.

### Formations
Aucun prérequis n'est nécessaire. Il suffit de s'acquitter du coût de la formation uniquement assurée par des organismes privés. Il y a différents niveaux non seulement dans l'apprentissage mais aussi dans l'usage de la PNL. Certains se sont limités à l'apprentissage de quelques concepts de la PNL au travers de livres ou séminaire de sensibilisation, alors que d'autres ont suivi des séminaires plus spécialisés où ils ont appris des techniques construites grâce à la modélisation de gens de talent[réf. nécessaire]. D'autres encore ont suivi des formations complètes de « Maître-praticien » (où ils ont appris à modéliser) et commencent à produire de nouveaux modèles. L’association de psychologues de France précise que le « titre ronflant de « Maître Praticien en PNL » n’a aucune valeur juridique et ne fait référence à aucune formation validée par les pouvoirs publics ».
D'autres enfin encore ont intégré l'esprit de la PNL en manifestant comportementalement ses présupposés. Parmi ceux-ci, des PNListes sont de surcroît : médecin, chercheur, professeur d'université, psychologues, ou bien l'homme de la rue. Il n'y a donc pas une PNL mais des PNListes ayant des pratiques et des connaissances très variées. Dans tous ces métiers, les outils PNL offrent des structures pour le changement, mais devraient être mis en corrélation avec de bonnes bases propres au « métier » de PNListe qui demeure inconnu du Répertoire opérationnel des métiers et des emplois et des qualifications officielles (voir paragraphe infra). Ce qui n'est pas toujours le cas, et qui pose un problème d'efficacité et à terme de crédibilité. Plusieurs titres existent au sein des formations en PNL.
Le titre de « praticien en programmation neuro-linguistique » correspond à la reconnaissance d'utiliser les outils PNL enseignés dans son propre métier. Mais, petit à petit, beaucoup l'ont assimilé à une caution pour travailler en psychothérapie alors que cette pratique nécessite un cursus PNL bien plus long et complet, celle intitulée « psychothérapie neuro-linguistique ». Des organismes essentiellement privés commercialisent des séminaires de formation afin de délivrer des titres certifiés : de « praticien en PNL » (une année, soit 20 à 24 jours de formation dont le contenu est validé par des associations suivis par davantage d'entraînements entre collègues), de « maître-praticien PNL » (une année de plus), voire d'« enseignant en PNL » (deux à cinq années minimum en plus des deux du titre de « maître-praticien »), enfin de « psychothérapeute PNL » (trois années en plus des deux du « maître-praticien » suivi d'un travail sur soi). Le sociologue Jean-François Amadieu rappelle cependant qu’il « ne s’agit pas d’une discipline académique. Ils se délivrent des labels entre eux, hors du système étatique, ce qui n’offre strictement aucune garantie ».

Elles ne correspondent qu'à une reconnaissance internationale pour les associations et les centres de formation. Elles représentent surtout un certain niveau de compétence. Néanmoins, on peut déplorer une certaine disparité dans le niveau de formation entre certains centres, malgré les efforts d'associations définissant les critères minimum des certifications et d'éthique. Ainsi en Australie, un organisme de formation en PNL est poursuivi en justice.

## Quelle éthique et déontologie?
Comme les débuts de la programmation neuro-linguistique se sont réalisés dans le cadre de la psychothérapie, ses concepteurs considéraient comme très importante la responsabilité éthique des chercheurs à l'égard de leurs techniques. À partir des années 1980, la commercialisation de nombreux séminaires de développement personnel, animés quelquefois par des personnes peu ou pas suffisamment formées, a entraîné quelques dérives, notamment dans le domaine de la vente et du marketing direct, domaines dans lesquels l'efficacité des techniques a pu primer sur le respect de l'autre. La critique principale faite à la PNL est qu'elle viserait à développer des moyens d’influencer autrui par le biais de comportements capables de manipuler les réactions d’un interlocuteur[réf. nécessaire]. De fait, l'absence d'éthique revendiquée a été pointée du doigt.
Les pratiques de formation des centres de PNL n'insistent pas de manière égale sur l'importance de l'éthique, notamment dans son usage en entreprise, au sein desquelles les intérêts financiers pourraient être source de dérive. La PNL est un ensemble d'outils pratiques dont l'usage dépend par conséquent du niveau de formation et de l'éthique de chacun. Les enseignants en PNL ont cherché à remettre la responsabilité morale et la responsabilité pédagogique au centre des formations. Ils ont établi un code de déontologie et ont été suivis par la suite par les psychothérapeutes PNL. Les associations nationales ou internationales complètent ce code en fixant des critères de certifications pour chaque niveau de formation. Parmi ceux-ci, la manifestation des présupposés de la PNL, qui renferme une certaine conception de la relation avec l'apprenant, est centrale. Un autre critère est l'attention constante du professionnel à s'assurer de l'aspect positif des objectifs poursuivis, et à contrôler qu'il n'y ait pas d'effets nocifs. La PNL nomme ce contrôle la « vérification de l'écologie personnelle ».
Le présupposé de l'« intention positive », sur lequel repose toutes les techniques de recadrage, est d'ailleurs fondamental pour tenir compte de l'écologie de la personne dans une conception psychodynamique. Par exemple, un patient demande d’arrêter de fumer. Il se peut que ce comportement ait été constitutif de la formation de sa personnalité adulte lors de son adolescence. Il est donc nécessaire de prendre en compte l’écologie psychique et les « avantages secondaires » du tabagisme de ce comportement médicalement nocif pour faire revenir le patient sur sa décision passée de se mettre à fumer pour, par exemple, s’opposer à ses parents et s’affirmer en tant qu’adulte. Le praticien pourra proposer des techniques pour guider le patient dans sa décision et pour trouver d'autres façons d'« être soi-même », tout en laissant à ce dernier le choix final de changer ou pas. Le thérapeute ne pourra donc pas remplacer la décision du patient d’arrêter de fumer. C’est notamment le cas si ce dernier est venu sous la pression de son entourage. L'éthique de la PNL doit donc permettre de protéger l'individu, tout en autorisant des améliorations. De ce fait, et selon les mots de Monique Esser, « la PNL est un projet éthique, et non un « cadre » contraignant. »

## PNL dans la culture
Plusieurs livres ou films sont utilisés par des intervenants en programmation neuro-linguistique pour illustrer un modèle ou une technique alors que l'auteur ou le réalisateur n'y fait pas référence directement. D'autres romans et films sont par contre écrits ou réalisés en référence à la PNL.
Le film Escalier C de Jean-Charles Tacchella (1985) est utilisé à titre d'illustration en séminaire de PNL. Le film raconte le suicide d'une vieille dame dû à la solitude et qui provoque chez un homme (Forster), très orienté vers lui, une prise de conscience et un changement de méta-programme en « orienté vers l'autre » selon les termes PNL. Dans La Légende de Bagger Vance de Robert Redford (2000), film qui permet d'illustrer le changement de système de croyances limitantes, un coach aide un golfeur à se dépasser. Enfin, l'ouvrage Illusions de Richard Bach (1978) est un roman métaphorique sur le dépassement de ses croyances limitantes.
D'un autre côté, des professionnels de la PNL ont illustré des techniques propres à leurs pratiques à travers l'écriture de romans. Par exemple Laurent Gounelle, coach formé en PNL, a publié L'Homme qui voulait être heureux (2010) et Dieu voyage toujours incognito. Ces romans illustrent certains procédés PNL et sont destinés à un large public. Fabien Rodhain a publié L'homme qui ouvrit les yeux et Et si j'y croyais ? (2008), deux romans qui décrivent l'évolution de plusieurs personnes et d'une entreprise et qui sont accompagnés d'explications didactiques provenant notamment de la PNL comme le système de valeurs, l'orientation/solutions, les états internes, les croyances et vision du monde, les ancrages, le principe de responsabilité ou encore la synchronisation.
La PNL peut être aussi utilisée à travers des techniques vulgarisées et sans fondement. Dans le film Le négociateur de F. Gary Gray (1999), l'acteur principal, Samuel L. Jackson, fait référence aux mouvements oculaires comme test de mensonge. Or, il s'agit d'un usage simpliste et erroné du modèle PNL puisque celui-ci ne peut être utilisé comme détecteur de mensonge. La même erreur est faite dans l'épisode 18 de la saison 1 de la série Mentalist, ainsi que dans Lie to Me.

#### Monographies et articles généralistes

##### Ouvrages fondateurs
- (en) Richard Bandler et John Grinder, The Structure of Magic : A Book about Language and Therapy, t. 1, Palo Alto, Science et Behavior Books, 1975, 225 p. (ISBN 0-8314-0044-7).
- (en) Richard Bandler et John Grinder, The Structure of Magic, t. 2, Palo Alto, Science et Behavior Books, 1976, 198 p. (ISBN 0-8314-0049-8).
- (en) Richard Bandler, John Grinder et Virginia Satir, Changing with Families : A Book about Further Education for Being Human, Palo Alto, Science et Behavior Books, Inc', 1976, 194 p. (ISBN 978-0-8314-0051-4)
- (en) Richard Bandler et John Grinder, Patterns of Hypnotic Techniques of Milton H. Erickson, t. 1, Meta Publications, 1997, 280 p. (ISBN 978-1-55552-052-6).
- (en) Richard Bandler, Judith DeLozier et John Grinder, Patterns of Hypnotic Techniques of Milton H. Erickson, t. 2, Metamorphous Press,U., 1996, 256 p. (ISBN 978-1-55552-053-3).
- (en) Robert Dilts, John Grinder, Richard Bandler, Judith DeLozier, Neuro-Linguistic Programming : The Study of the Structure of Subjective Experience, vol. 1, Cupertino, Meta Publications, 1980 (ISBN 0-916990-07-9).
- (en) Robert Dilts, Roots of N.L.P., Metamorphous Press, 1983, 109 p. (ISBN 978-0-916990-12-1).
- (en) Leslie Cameron-Bandler, They Lived Happely Ever After, Meta Publications, Cupertino, 1978, 259 p. (ISBN 978-0-932573-01-8).
- Gregory Bateson (trad. de l'anglais), Vers une écologie de l'esprit, Paris, Le Seuil, 1977, 299 p. (ISBN 2-02-025767-X).
- Paul Watzlawick, J. Helmick Beavin, Don D. Jackson (trad. de l'anglais), Une logique de la communication, Paris, Le Seuil, coll. « Points », 1972, 280 p. (ISBN 2-02-005220-2)

##### Ouvrages d'analyse
- (de) Wolfgang Walker, Abenteuer Kommunication : Bateson, Perls, Satir, Erickson und die Anfänge des Neurolinguistischen Porgrammierens (NLP), Stuttgart, Klett-Cotta Verlag, 1996, 307 p. (ISBN 978-3-608-91976-9)
- Nicolas Duruz et Michèle Gennart, Traité de psychothérapie comparée, Genève, Médecine et Hygiène, 2002, 425 p. (ISBN 978-2-88049-168-0).
- Monique Esser, La PNL en perspective, Bruxelles, Labor, 2003 (ISBN 2-8040-1792-3).
- Monique Esser (dir.), La Programmation Neuro-Linguistique en débat : repères cliniques, scientifiques et philosophiques, Paris, L’Harmattan, 2004, 289 p. (ISBN 2-7475-6775-3).
- Monique Esser (dir), PNL et Psychothérapie, Bruxelles, Satas, 2011
- Alain Thiry, Le bêtisier des PNListes, Gembloux, Inter Actif, 2012, 103 p. (ISBN 978-2-9601212-1-6)
- Jane Turner et Bernard Hévin, Le nouveau Dico-PNL : Comprendre les mots et les concepts de la PNL, Paris, InterÉditions, 2006, 204 p. (ISBN 2-10-050385-5).
- (en) Robert Dilts, Judith DeLozier, Encyclopedia of Systemic Programming and NLP New Coding, Scotts Valley, NLP University Press, 2000, 1626 p. (ISBN 0-9701540-0-3).
- (en) Mark E. Furman et Fred P. Gallo, The Neurophysics of Human Behavior : Explorations at the Interface of the Brain, Mind, Behavior, and Information, Floride, CRC Press, 2000, 376 p. (ISBN 978-0-8493-1308-0)
- (en) Lilienfeld S.O, Steven Jay Lynn, and Jeffrey M. Lohr (Eds.), Science and Pseudoscience in Clinical Psychology, New York, Guilford Press, New York, 2003, 474 p. (ISBN 1-57230-828-1)
- Dr Michel Dégrange et Jean-Marc Meurville, Petit livre noir des psychothérapies américaines en France : théories et pratiques, Paris, L’Harmattan, Collection Psycho-Logiques, 2007, 151 p. (ISBN 978-2-296-02322-2).

##### Synthèses et manuels
- Connirae Andreas et Steve Andreas, Change your Mind and Keep the Change, Real People Press, 1987, 195 p. (ISBN 0-911226-28-1)
- Connirae Andreas et Steve Andreas (trad. de l'anglais), Au cœur de l’esprit, Chabreloche, La Tempérance, 1994, 268 p. (ISBN 2-9505753-2-3, lire en ligne)
- Connirae Andreas et Steve Andreas (trad. de l'anglais), Transformation Essentielle, Chabreloche, La Tempérance, 1998, 255 p. (ISBN 2-9505753-3-1, lire en ligne)
- (en) Richard Bandler, John Grinder, Frogs Into Princes : Neuro Linguistic Programming, Real People Press, 1979, 194 p. (ISBN 0-911226-18-4).
- Richard Bandler, John Grinder, Les secrets de la communication, LeJour, 1982, 292 p. (ISBN 2-89044-102-4).
- Richard Bandler (trad. de l'anglais), Un cerveau pour changer : la programmation neuro-linguistique, Paris, InterEditions, 1990, 230 p. (ISBN 2-10-004952-6).
- Richard Bandler, John Grinder (trad. de l'anglais), Transe-Formations : Programmation Neuro-Linguistique et techniques d’hypnose éricksonienne, Paris, InterEditions, 1998, 269 p. (ISBN 2-7296-0694-7).
- Alain Cayrol, Josiane de St Paul, Derrière la magie : la programmation neuro-linguistique, PNL, Paris, InterEditions, 2010, 200 p. (ISBN 978-2-7296-1066-1).
- Josiane de St Paul, Sylvie Tenenbaum, L'esprit de la magie, la Programmation Neuro-Linguistique, Paris, InterEditions, 2005, 280 p. (ISBN 2-10-049060-5).
- Josiane de Saint Paul, Hélène Blanchard, Françoise Ducreux, Antoni Girod, Comprendre et pratiquer la PNL : Profitez des apports de la Programmation Neuro-Linguistique dans votre profession et dans votre vie, Paris, InterEditions, 2010, 230 p. (ISBN 978-2-7296-1087-6).
- Catherine Cudicio, La PNL : Communiquer autrement, Paris, Eyrolles, 2003, 223 p. (ISBN 978-2-7081-3522-2).
- Robert Dilts (trad. de l'anglais), Stratégies du génie : Aristote et Einstein, Paris, La Méridienne / Desclée de Brouwer, 1996, 372 p. (ISBN 2-904299-24-6)
- Robert Dilts (trad. de l'anglais), Stratégies du génie : Mozart et Disney, Paris, La Méridienne / Desclée de Brouwer, 1996, 206 p. (ISBN 2-904299-23-8)
- Robert Dilts (trad. de l'anglais), Stratégies du génie : Freud et Tesla, Paris, La Méridienne / Desclée de Brouwer, 1997, 391 p. (ISBN 2-904299-25-4)
- Robert Dilts (trad. de l'anglais), Stratégies du génie : Vinci et Holmes, Paris, La Méridienne / Desclée de Brouwer, 1997, 161 p. (ISBN 2-904299-26-2)
- Robert Dilts (trad. de l'anglais), Modéliser avec la PNL : voyage au coeur des comportements et des pratiques efficaces, Paris, InterEditions Dunod, 2004, 246 p. (ISBN 2-10-008265-5).
- Stephen Gilligan, Le courage d’aimer : Principes et mise en pratique de la thérapie des relations à soi, Bruxelles, Satas, 1999 (ISBN 2-87293-063-9)
- David Gordon (trad. de l'anglais), Contes et métaphores thérapeutiques : apprendre à raconter des histoires qui font du bien, Paris, InterEditions, 2002, 191 p. (ISBN 2-10-004895-3)
- Joseph O’Connor, John Seymour (trad. de l'anglais), Introduction à la PNL, Paris, Vigot, 1995, 255 p. (ISBN 2-7114-1980-0)
- Steve Bavister et Amanda Vickers (trad. de l'anglais), La PNL Mode d'emploi, Paris, Leduc.S Éditions, coll. « SELF-HELP », 2008, 316 p. (ISBN 978-2-84899-187-0).
- Genie Laborde, Influencer avec intégrité, Paris, InterEditions, 1987, 227 p. (ISBN 2-7296-1258-0). préface de John Grinder
- (en) Robert Dilts et Todd Epstein, NLP in Training Groups, Ben Lomond, CA, Dynamic Learning Publications, 1989.
- Laurent Bertrel, Le petit dictionnaire des thérapies : Les méthodes essentielles pour une vie épanouie, Asnières, Le Temps Présent, 2011 (ISBN 978-2-35185-096-1)

##### Articles
- (en) John Grinder et Suzette Elgin, « A Guide to Transformational Grammar: History, Theory, Practice », The Modern Language Journal, vol. 58, nos 5/6,‎ 1973, p. 282-283
- Robert Dilts, « La PNL de 3e génération », Nouvelles Ressources, no Supplément,‎ 2006 (lire en ligne)
- Malika Belkassan, « Quelques réflexions à propos des origines psychothérapeutiques de la PNL », Journal Métaphore, Fédération des associations Francophones de PNL, no 50,‎ 2007
- Alain Thiry, « Et si les PNListes étaient crédibles… », Métaphore, Fédération des associations Francophones de PNL, no 48,‎ 2006 (lire en ligne)
- Alain Thiry, « Modélisation d'un designer d'environnements », Métaphore, Fédération des associations Francophones de PNL, no 61,‎ 2011 (lire en ligne)

##### Domaines de la PNL

###### Psychothérapie
- Richard Bandler (trad. de l'anglais), Le temps du changement, Chalebroche, La Tempérance, 2002, 215 p. (ISBN 978-2-917107-01-0, lire en ligne)
- Richard Bandler (trad. de l'anglais), Peurs, phobies et compulsions : la PNL en action, Chalebroche, La Tempérance, 2004, 169 p. (ISBN 2-9505753-7-4, lire en ligne)
- Robert Dilts, Tim Hallbom et Suzy Smith, Croyances et santé, Paris, La Méridienne et Desclée de Brouwer, 1994, 215 p. (ISBN 2-904299-13-0)
- Robert Dilts (trad. de l'anglais), Changer les systèmes de croyances avec la PNL, Paris, InterEditions Dunod, 2006, 196 p. (ISBN 2-10-049609-3)

###### Organisation et management
- Patrick Butteau, Manager, un véritable jeu avec la PNL, Suresnes/Boucherville (Québec), Arnaud Franel, 1997, 241 p. (ISBN 2-921843-06-4).
- Robert Dilts et Gino Bonissone (trad. de l'anglais), Des outils pour l'avenir, Paris, La Méridienne et Desclée de Brouwer, 1995, 463 p. (ISBN 2-220-03700-2).
- Robert Dilts (trad. de l'anglais), Être Coach : de la recherche de la performance à l'éveil, Paris, InterEditions Dunod, 2008, 285 p. (ISBN 978-2-10-050246-2).
- Robert Dilts (trad. de l'anglais), Leadership visionnaire : outils et compétences pour réussir le changement par la PNL, Bruxelles, De Boeck Université, 2009, 191 p. (ISBN 978-2-8041-0107-7, lire en ligne)
- Robert Dilts, Anne Deering et Julian Russel (trad. de l'anglais), Alpha Leadership : les 3 A, anticiper, aligner, agir, Bruxelles, De Boeck Université, 2009, 222 p. (ISBN 978-2-8041-0108-4, lire en ligne).
- Danièle Garibal-Benichou, Recruter et être recruté avec la PNL, Paris, Les Editions d'Organiation, 1993, 204 p. (ISBN 2-7081-1531-6).
- Sandrine Gelin et Khuê-Linh Truong, Conduire une réunion avec efficacité, Paris, Eyrolles, 2010, 188 p. (ISBN 978-2-212-54543-2, lire en ligne)
- Donald J. Moine et John H. Herd (trad. de l'anglais), Persuader pour vendre : Applications de la PNL à la vente, Paris, Les éditions d'organisation, 1987, 192 p. (ISBN 2-7081-0797-6).
- Alain Thiry, Les 3 types de coaching : La PNL de 3e génération en entreprises et organisations, Bruxelles, De Boeck Université, 2008, 136 p. (ISBN 978-2-8041-5623-7, lire en ligne). Préface de Robert Dilts
- Alain Thiry, La PNL en réunion : Trouvez ensemble des solutions… intelligentes, Bruxelles, De Boeck Université, 2010, 112 p. (ISBN 978-2-8041-6185-9).

###### Pédagogie
- (en) Robert Dilts et Todd Epstein, Dynamic Learning, Meta Publications, USA Californie, 1995, 426 p. (ISBN 0-916990-37-0).
- Jean-Luc Canal, Pascal Papillon et Jean-François Thirion, Les outils de la PNL à l'école, éditions d'organisation, 1994, 178 p. (ISBN 2-7081-1651-7).
- Isabelle David, France Lafleur et Johanne Patry, Des mots et des Phrases qui transforment, Montréal, Canada, Chenelière/Mc Graw-Hill, 2004, 216 p. (ISBN 2-89461-669-4).
- Reine Lepineux, Nicole Soleilhac et Andrée Zerah, La Programmation Neuro-Linguistique : Méthodes d’études et de stratégies d’apprentissage avec la PNL, Paris, Nathan, coll. « Pédagogie », 1993, 191 p. (ISBN 2-09-120522-2).
- Alain Thiry, Ça y est, j’ai compris ! : Méthodes d’études et de stratégies d’apprentissage avec la PNL, Bruxelles, De Boeck Université, 2006, 154 p. (ISBN 2-8041-5240-5).
- Alain Thiry et Yves Lellouche, Apprendre à apprendre avec la PNL : Les stratégies PNL d'apprentissage à l'usage des enseignants du primaire, Bruxelles, De Boeck Université, 2007, 150 p. (ISBN 978-2-8041-5414-1, lire en ligne).
- Alain Thiry, Ça y est, j’ai compris ! : Méthodes d’études et de stratégies d’apprentissage avec la PNL - 2e édition, Bruxelles, De Boeck Université, 2012, 154 p. (ISBN 978-2-8041-7017-2).
- Alain Thiry, La programmation neuro-linguistique (PNL), puf, coll. « Que sais-je ? », 2012 (ISBN 9782130735076)

###### Sport
- Guy Missoum et Jean-Marc Lhabouz, Piloter sa vie en Champion, Paris, L'âge du verseau, 1990, 270 p. (ISBN 2-7144-2458-9).
- Antoni Girod, PNL et performance sportive, Paris, Amphora, 1999, 159 p. (ISBN 2-85180-538-X, lire en ligne).

##### Critique de la PNL
- Yves Winkin, La nouvelle communication, Seuil, coll. « Points-Essais », 1990, 390 p. (ISBN 978-2-02-042784-5).
- Dylan A Morgan, "Scientific Assessment of NLP" (Une évaluation scientifique de la PNL), Journal of the National Council for Psychotherapy & Hypnotherapy Register. Printemps 1993
- (nl) Willem Levelt, Hoedt u voor Neuro-Linguistisch Programmeren! ( Méfiez-vous de la programmation neurolinguistique !), Intermediair, 17 novembre 1995 (lire en ligne), p. 113
- Levelt W. (1996) Professeur et directeur de l'Institut Max-Planck de psycholinguistique de Nimègue (Pays-Bas), “Hoedt u voor NLP” [Attention à la PNL], Skepter 9(3), septembre 1996
- (en) Professeure Margaret Thaler Singer et Professeure Janja Lalich Crazy Therapies: What Are They ? Do They Work ? (Les Thérapies Folles: Quelles sont-elles ? Est-ce qu'elles marchent ?), Éditions Jossey-Bass (Wiley), 1996, 263 pages, New York  (ISBN 978-0787902780)
- Dr Raymond Bruyer et Serge Kalisz, Pour en finir avec la patapsychologie: morphopsychologie, graphologie et programmation neuro linguistique en question, Éditions Luc Pire, 1998, 154 pages, Waterloo (Belgique)  (ISBN 2930088753)
- Stéphane Olivesi, « Savoirs ignorants savoirs ignorés. Une critique des usages divers et variés de l'analyse transactionnelle et de la PNL », Réseaux, vol. 17, no 98,‎ 1999, p. 219-252 (lire en ligne [PDF])
- Christian Balicco, « La programmation neurolinguistique ou l'art de manipuler ses semblables », SPS, no 243,‎ 2000 (lire en ligne)
- Philippe Breton, La parole manipulée, Paris, La Découverte, coll. « Poche », 2000, 221 p. (ISBN 978-2-7071-4419-5).
- (en) William F. Williams, Encyclopedia of pseudoscience, New York, Publisher Facts On File, 2000 (ISBN 978-1-57958-207-4).
- Garry Platt, "NLP – Neuro Linguistic Programming or No Longer Plausible ? " Training Journal, mai 2001, pages 10–15
- (en) Michael Shermer, The Skeptic Encyclopedia of Pseudoscience, volume 1, 2002, éditions ABC-CLIO, Santa-Barbara (États-Unis), 509 pages  (ISBN 978-1576076538)
- Dr Christian Balicco. Les méthodes d'évaluation en ressources humaines. La fin des marchands de certitude. Les Éditions d'organisation, Paris, 2002. 343 pages. (Un chapitre complet est consacré à la PNL, p 253 à 266)  (ISBN 978-2708127722)
- Yves Winkin, La communication n’est pas une marchandise, Bruxelles, Éditions Labor, 2003, 98 p. (ISBN 978-2-8040-1820-7).
- Baptiste Rappin, « Le coaching ou la transparence intégrale : Interpeller : peut-on légitimer la praxis coaching ? », Revue internationale de Psychosociologie, ESKA, vol. XII, no 27,‎ 2006, p. 203-220 (ISBN 274720961X)
- Pascal Lardellier, « Pour en finir avec la « synergologie : Une analyse critique d’une pseudoscience du « décodage du non-verbal », Communication, vol. 26, no 2,‎ 2008 (lire en ligne)
- Paul Tosey et Jane Mathison, 2009, Neuro-linguistic programming: a critical appreciation for managers and developers (Programmation Neuro-Linguistique : une appréciation critique pour les manageurs et les gestionnaires), Editions Palgrave Macmillan, Basingstoke (Angleterre)  (ISBN 978-0-230-24831-1)
- Patrick Vermeren, De HR-ballon: Tien populaire praktijken doorprikt, (Le ballon de baudruche des RH: dix pratiques populaires réduites à néant), 2009, Editions Academia Press, Gent (Belgique)  (ISBN 978-9-038-21180-0)
- Scott O. Lilienfeld, Steven Jay Lynn, Jeffrey M. Lohr, Carol Tavris, Science and Pseudoscience in Clinical Psychology (Sciences et pseudosciences en psychologie clinique), 2012, The Guilford Press, New York (États-Unis), 987 pages (ISBN 978-1-462-50581-4)
- Steven Poole, Your brain on pseudoscience: the rise of popular neurobollocks, journal The New Statesman du 6 septembre 2012
- Roland Gori, La fabrique des impostures, Editions Les liens qui libèrent, Paris, 2013, 122 pages  (ISBN 979-10-209-0044-9)
- Eric Goulard, Ne vous trompez plus sur leurs intentions : Les sciences cognitives au service de vos relations, Villeneuve-d'Ascq, Createspace, 2013, 184 p. (ISBN 978-1-4909-4346-6)
- Jean-François Amadieu, DRH. Le livre noir, Paris, Points, 2014, 320 p. (ISBN 978-2-7578-3981-2)
- Tomasz Witkowski et Maciej Zatonski, Psychology Gone Wrong: The Dark Sides of Science and Therapy (La psychologie a mal tourné: les côtés sombres de la science et de la thérapie), 2015, BrownWalker Press  (ISBN 978-1-627-34528-6)
- Tomasz Witkowski, Psychology Led Astray: Cargo Cult in Science and Therapy (La psychologie s'est égarée: le culte du cargo en sciences et en thérapie), 2016, Éditions Brown Walker Press / Universal Publishers, Boca Raton (États-Unis), 278 pages  (ISBN 978-1-627-34609-2)
- Pascal Lardellier, Enquête sur le business de la communication non-verbale : Une analyse critique des pseudosciences du « langage corporel », Caen, EMS, coll. « EMS GEODIF », 2017, 240 p. (ISBN 978-2-84769-946-3)
- Programmation neuro-linguistique : des formations sur décalogue, Association Française pour l’Information Scientifique, 2024[446].